# Like a Prayer
Like a Prayer es el cuarto álbum de estudio de la cantante estadounidense Madonna, publicado por las compañías Sire y Warner Bros. Records el 20 de marzo de 1989 en Europa y al día siguiente en el resto del mundo. Para la composición y producción de las canciones, colaboró con Patrick Leonard y Stephen Bray, con quienes ya había trabajado en su anterior trabajo True Blue (1986), así como con el músico Prince. Considerado su trabajo más serio e introspectivo de su carrera hasta ese momento, incluye referencias sobre sus padres y los lazos con su familia. En este aspecto, la artista, que había decidido adoptar un estilo adulto y más sofisticado, abordó temas que hasta entonces eran solo meditaciones personales que nunca había compartido con el público en general. El título del álbum proviene de la influencia del catolicismo en la juventud de la cantante, así como sus luchas con la religión.
Grabado entre septiembre de 1988 y enero de 1989, Like a Prayer fue dedicado a la memoria de su madre, quien falleció cuando ella era niña. Es un álbum de género pop que incorpora elementos del dance, funk, góspel y soul. Madonna se inspiró en su educación católica y las letras tratan temas sobre su infancia y adolescencia, como la muerte de su madre en «Promise to Try», la importancia de la familia en «Keep It Together» y la relación con su padre en «Oh Father». Sumado a ello, aborda su matrimonio fallido con el actor Sean Penn en «Till Death Do Us Part» y el empoderamiento femenino en «Express Yourself».
Like a Prayer obtuvo la aclamación de académicos, biógrafos, críticos y periodistas musicales, quienes elogiaron la producción, la composición introspectiva de las canciones y la voz de Madonna, a quien reconocieron como una artista seria. Desde el punto de vista comercial, llegó a la primera posición en más de treinta países, entre ellos Estados Unidos, Japón y Reino Unido, y obtuvo múltiples certificaciones de oro y platino. En total, ha vendido 15 millones de copias en todo el mundo. Se publicaron seis sencillos: el primero de ellos, «Like a Prayer», fue el séptimo número uno de Madonna en la Billboard Hot 100 de Estados Unidos, la mayor cantidad para una artista femenina durante la década de 1980, mientras que «Express Yourself», «Cherish» y «Keep It Together» se ubicaron entre los diez primeros lugares de dicha lista. La promoción continuó con la presentación de «Express Yourself» en los MTV Video Music Awards de 1989 y al año siguiente con la gira Blond Ambition World Tour, que visitó Asia, América del Norte y Europa.
Múltiples medios de comunicación calificaron a Like a Prayer como el mejor álbum de Madonna, además de ser incluido en numerosas listas de los mejores discos del año, de la década, del siglo y de todos los tiempos. Además, con los videoclips de los sencillos, Madonna amplió su creatividad y provocó la reacción de los medios de comunicación y del público. Las canciones y vídeos fueron objeto de estudio y análisis en las universidades de Rutgers, Harvard y California como parte de los estudios sobre Madonna. Por el éxito crítico y comercial, a finales de los años 1980 varias publicaciones la reconocieron como la artista de la década.

## Antecedentes
Durante la mayor parte de 1988, Madonna no había grabado música. Luego del lanzamiento de su tercer álbum de estudio True Blue en 1986, sus siguientes proyectos musicales se limitaron a la grabación de cuatro canciones para la banda sonora de la película ¿Quién es esa chica? (1987), así como una versión de «Santa Baby» y la publicación del sencillo «Spotlight». A raíz del fracaso comercial y crítico de ¿Quién es esa chica?, actuó en la producción de Broadway Speed-the-Plow, pero nuevamente las reseñas negativas le causaron frustración y depresión. Su matrimonio con el actor Sean Penn había terminado y la pareja solicitó el divorcio en enero de 1989. Sumado a todo ello, había cumplido treinta años, la misma edad que tenía su madre cuando falleció, por lo que experimentó más confusión emocional. Este último evento representó un punto de inflexión en cuanto a cómo se percibía a sí misma; explicó: «No diría que fue traumático, [pero] cuando tienes treinta, realmente tienes que crecer y ser responsable. Cuando cumplí los treinta, que era la edad que tenía mi madre cuando murió, simplemente enloquecí, porque seguía pensando que ahora estaba viviendo más que mi madre». Tal como explica Daryl Easlea, autor de Madonna: Blonde Ambition (2012): «Estaba, en muchos aspectos, atrapada por la celebridad que tanto anhelaba y por la que tanto había trabajado».
Mientras tanto, artistas de rap como Run-D.M.C. y Public Enemy, así como bandas de rock alternativo como Faith No More, Jane's Addiction, Throwing Muses y Pixies —precursoras del grunge de principios de los años 1990— habían logrado popularidad de manera gradual dentro de la cultura mainstream. El surgimiento de estas agrupaciones, sumado a que hacia finales de la década de 1980 el mundo estaba entrando en una recesión como consecuencia del Lunes negro, marcaron un cambio notable en el ánimo del público. Madonna llegó a la conclusión de que era momento de alejarse del mercado adolescente y atraer a un público más adulto para lograr longevidad dentro de la industria discográfica. Además, su objetivo era que su nuevo sonido fuera calculador —más que instintivo— e indicativo de lo que estaba de moda. Sabía que su nuevo trabajo debía ser «vibrante, desafiante y diferente» y quería que sus fanáticos «pensaran»; con ese fin, comenzó a desarrollar temas que hasta entonces habían sido meditaciones personales que nunca había compartido con el público de manera tan abierta y directa.
La autora Carol Gnojewski sostuvo que la artista sentía que había llegado el momento de revelar un lado «más oscuro y espiritual de su naturaleza, muy distinto de la imagen elegante, glamurosa y fabricada» que solía presentar al público. Reveló que en el pasado había escrito canciones «que revelaban [mi yo interior], pero sentí que eran demasiado honestas o muy aterradoras y decidí no grabarlas. Ahora parecía el momento adecuado, porque esto era lo que salía de mí». La cantante, que había decidido adoptar un estilo adulto y más sofisticado, leyó detenidamente sus diarios y apuntes personales y comenzó a considerar opciones; recordó: «¿Qué era lo que quería decir? Quería que el álbum hablara de cosas que tenía en mente. Fue un momento complejo en mi vida». En este sentido, abordó temas personales como la relación problemática con Penn, la muerte de su madre, la relación con su familia e incluso su fe en Dios.

## Desarrollo
| A veces la música está ahí, ya compuesta por Pat Leonard o Steve Bray. Me la presentan y eso me inspira una letra o un sentimiento. Después escribo las palabras en forma libre y cambiamos la música para que se adapte a la letra. Otras veces yo empiezo con la letra o escribo un poema y quiero ponerle música. Luego termino cambiando un poco las palabras para hacerlas más musicales. A veces escucho la melodía en mi cabeza. No compongo ni leo música, así que acudo a Pat Leonard, que es un músico extremadamente talentoso, y se la canto o le pido que la toque y haga acordes con ella. Luego escribo la letra de la canción. —Madonna sobre el proceso de composición. |

Gran parte del aspecto «sombrío» en Like a Prayer se derivaba de lo que sucedía alrededor de la cantante mientras realizaba Speed-the-Plow en Nueva York. Su personaje «increíblemente agotador y espiritualmente deprimente», así como el ambiente introspectivo de la obra, despertaron en ella sentimientos de frustración y desesperación. Confesó que debido al estado de ánimo en el que se encontraba en ese momento, lidió con mucha tristeza que no había enfrentado en mucho tiempo, lo que se reflejó cada noche cuando debía actuar. Aunado a ello, el papel que jugó la iglesia en su vida se convirtió en un problema subyacente que plasmó en sus escritos.
El título del disco proviene de la influencia del catolicismo en sus primeros años de vida, así como de sus luchas con la religión; al respecto, declaró: «El tema del catolicismo está presente en todo mi álbum. Soy yo la que lucha con el misterio y la magia que lo rodea. Mi propio catolicismo está en constante batalla». Por otro lado, explicó que sus primeros álbumes «surgieron de la niña que hay en mí, que solo está interesada en tener gente como yo, en entretener, en ser encantadora, frívola y dulce. Y este nuevo es mi lado adulto, que se preocupa por ser brutalmente honesto». Añadió que este nuevo proyecto era una «asimilación» de experiencias que había tenido en su vida y en sus relaciones, por lo que trata sobre sus padres y los lazos con su familia, «sobre el dolor de morir, de crecer y de dejar ir». Dado que había tenido experiencias «increíbles», pero «dolorosas» con hombres, en parte Like a Prayer representaba más lo último que lo primero; aun así, reconoció que el disco tenía un punto de vista femenino «muy fuerte».
Con Like a Prayer, Madonna se propuso sanar musicalmente sus heridas emocionales y religiosas; para ello, trabajó con los productores Patrick Leonard y Stephen Bray, con quienes ya había colaborado en True Blue y la banda sonora de ¿Quién es esa chica? Mientras ella consideraba sus alternativas, los productores individualmente creaban pistas instrumentales e ideas musicales para presentárselas. Si bien se conocían y ya habían trabajado juntos con la cantante, existía cierta competencia entre ellos por ver quién podía obtener la mayor cantidad de canciones en uno de sus álbumes. Ambos aportaron su propio estilo al proyecto; Bray tenía una predilección por los temas dance pop, mientras que Leonard tenía un estilo más melódico. Madonna era consciente de la dinámica de relación entre los dos y notó que la tensión era buena para la creatividad y los negocios; opinó: «Me gusta cuando las personas se enfrentan. Incluso me gusta hasta cuando se me enfrentan. Si quieres creatividad, debes tener chispas. Estoy a favor de eso».

### Sesiones con Patrick Leonard
La relación entre Madonna y Leonard había sido estrecha y productiva. Este último la convenció de crear canciones que fueran experiencias intensamente emocionales. Comentó que, en términos de «espíritu» y «enfoque» musical, ambos estaban en una especie de «extremos opuestos del espectro». Mientras que él había estudiado música desde temprana edad y aquello significaba su «lenguaje», para ella se trataba más bien de la creatividad, «de un don natural, de lo que el impulso dice que es correcto». Por esta razón, consideró que eran como el yin y yang, «polos opuestos, y eso puede sacar tu mejor y más comprometido trabajo. Creamos una química». Profundizó: «Siempre fue así con nosotros, porque yo podía componer algo complicado y complejo —sobre todo en el ámbito del pop— y ella respondía con algo muy simple y central. Y cuando digo simple, no me refiero a estúpido. Quiero decir que no es complicado. [...] No es fácil hacer algo simple».
Madonna concordó con Leonard y explicó que su buena relación profesional se debía a que ella era más «instintiva» y él, por su parte, «completamente intelectual», de manera que la combinación resultaba «muy buena». De este modo, Leonard componía la música, mientras que Madonna buscaba inspiración emocional de sus experiencias recientes y trabajaba en las letras. A veces él le presentaba alguna melodía que había compuesto —como la de «Oh Father»— y la escuchaba repetidas veces; otras veces a ella se le ocurría una letra, ya sea un gancho o un verso, y cantaba o bien tarareaba la línea melódica y el productor la tocaba en el piano.
Los dos trabajaban siempre en la música antes de pasar a la letra: «No creo que él haya compuesto alguna vez una melodía que yo haya tomado y dicho: "bien, ya está terminada, le pondré la letra"». Después, pasaban a la parte de la voz y normalmente la primera interpretación vocal era la que conservaban, técnica que aprendieron cuando grabaron True Blue. Leonard no le veía sentido hacer una «sesión vocal ritualista», dado que la energía era «más pura» al ya conocer la canción e interpretarla a la primera, en lugar de trabajarla y practicarla varias veces. Aquella recalcó que este modo de trabajar llevaba mucho más tiempo debido a que no tocaba ningún instrumento, pero al final el efecto era mucho más «personal». Adicionalmente, al experimentar bloqueo del escritor en varias oportunidades, manifestó que siempre busca inspiración para escribir las letras, desde salir a ver una película hasta observar atentamente situaciones cotidianas. Añadió que «a veces Pat y yo nos quedamos sentados y decimos, "vamos a escribir hoy". Pero luego hay momentos en los que tienes que olvidarte y dejarlo e ir a buscar algo de inspiración. Al final, no puedes lograrlo por la fuerza. Pero hay que tener cierta disciplina. Cuando tengo que hacer un álbum, me siento y digo "ya está". Me doy un período de tiempo. Pero de vez en cuando es muy difícil».
Dado que en ese momento Leonard estaba produciendo otro álbum, ambos solían trabajar por lo general los sábados o aquellos días que Madonna tenía libres. En una entrevista con Billboard, detalló de manera más minuciosa el método de trabajo; así, acudía al estudio a primera hora de la mañana y, para cuando Madonna llegaba antes del mediodía, ya tenía una idea musical en algún equipo que estuviese usando en ese momento, ya sea un secuenciador Yamaha o una MPC 60. Creaba algún acorde, un ritmo de batería o una línea de bajo y se lo presentaba a la cantante, quien escuchaba la pista y luego intercambian ideas. En ocasiones le decía, «esta es la estrofa y este es el estribillo», a lo que ella respondía «no, es al revés, cámbialos». Así, Madonna empezaba a escribir la letra y a menudo había una melodía implícita, que ella seguía o descartaba por otra. Este proceso duraba una hora, el mismo tiempo que le tomaba a Leonard componer la música, luego cantaba lo que había escrito y ambos añadían algunas armonías. De esta forma, trabajaban una canción por día en apenas unas horas y no había grandes cambios o modificaciones. La artista declaró que durante esta primera etapa, no tenía en cuenta la estructura ni el primer estribillo o el primer puente, sino que escuchaba la progresión de acordes o el compás una y otra vez hasta que surgían las palabras, como una asociación libre, y las hacía encajar con la música.
«Like a Prayer» fue la primera canción que crearon a partir de esta dinámica de trabajo; Leonard tenía los cambios de acordes para la estrofa y el estribillo y, una vez que Madonna conceptualizó la forma en que interpondría sus ideas con la música, escribió la letra en aproximadamente tres horas. Leonard supo que sería la canción más importante, así como el sencillo principal, y que sería un éxito: «Había algo único en ella que se hizo evidente y de alguna manera hicimos que funcionara». «Promise to Try» continuó con la misma técnica; el productor tocaba el piano y la artista empezaba a cantar: «La construimos a partir de ahí. Empezábamos cosas y volvíamos a ellas». En menos de dos semanas, habían compuesto «Spanish Eyes», «Till Death Do Us Part», «Dear Jessie», «Promise to Try», «Like a Prayer» y «Cherish». El productor declaró que solo crearon aquellas canciones que estarían en el disco y las compusieron «una por día, eso es todo. Unas pocas horas y estaban hechas». No obstante, terminaron componiendo y grabando otros temas que finalmente no figuraron en la lista final: «Supernatural», que sirvió poco tiempo después como lado B de «Cherish», el tercer sencillo del álbum; «Just a Dream», otorgado a Donna De Lory —corista de Madonna— para su primer álbum de estudio; y «Angels with Dirty Faces», que Leonard publicó en su cuenta de YouTube en 2019.

### Sesiones con Stephen Bray
El trabajo con Bray fue similar; así, le enviaba un casete con algunas ideas y luego se reunían y trabajaban en los arreglos de aquellas maquetas que ella había elegido. Él solía componer un verso o un estribillo y luego junto con Madonna agregaban el puente. Al igual que con Leonard, esta última se encargaba de las letras e intervenía en los últimos retoques; de una manera metafórica, Bray comentó: «Siempre he hecho la caja torácica y el esqueleto de las canciones, ella está presente para las últimas cosas como las cejas y el corte de pelo, supongo». Sumado a ello, indicó que las canciones eran muy sinceras y, mientras que True Blue trataba sobre el amor y sentirse romántico, Like a Prayer marcó el inicio de otro capítulo más «introspectivo». Ambos crearon «Express Yourself», «Keep It Together», «First Is a Kiss» y «Love Attack», aunque estas dos últimas no se incluyeron en el disco, ya que no se ajustaban al ambiente «confesional» del resto de las canciones y Madonna sentía que no eran lo suficientemente «reales» en ese momento.
Al trabajar de cerca con la cantante, Bray llegó a la conclusión de que «necesitaba hacer este disco, estoy seguro de ello. Creo que fue algo catártico para ella». En cuestión de semanas, Madonna consideró que había suficiente material para un álbum completo. Declaró que había un mismo tema que unía todas las canciones —el catolicismo, la familia, la infancia y las relaciones— por lo que descartó aquellas que no seguían dicha temática. De esta manera, «Till Death Do Us Part» revela heridas físicas y emocionales de su relación con Sean Penn; «Promise to Try» aborda los pensamientos sobre la pérdida de su madre cuando era pequeña y expone el sentimiento de abandono y pérdida; «Oh Father» es una pieza metafórica en la que la cantante explora sus relaciones dominadas por el machismo, en especial con la de su padre; y «Dear Jessie», que sigue la temática sobre la infancia, es una creación «melancólicamente psicodélica» sobre carruseles y elefantes rosas. Madonna reveló que «Promise to Try» y «Oh Father» eran «canciones compañeras» por el contenido de sus letras.

### Sesiones con Prince

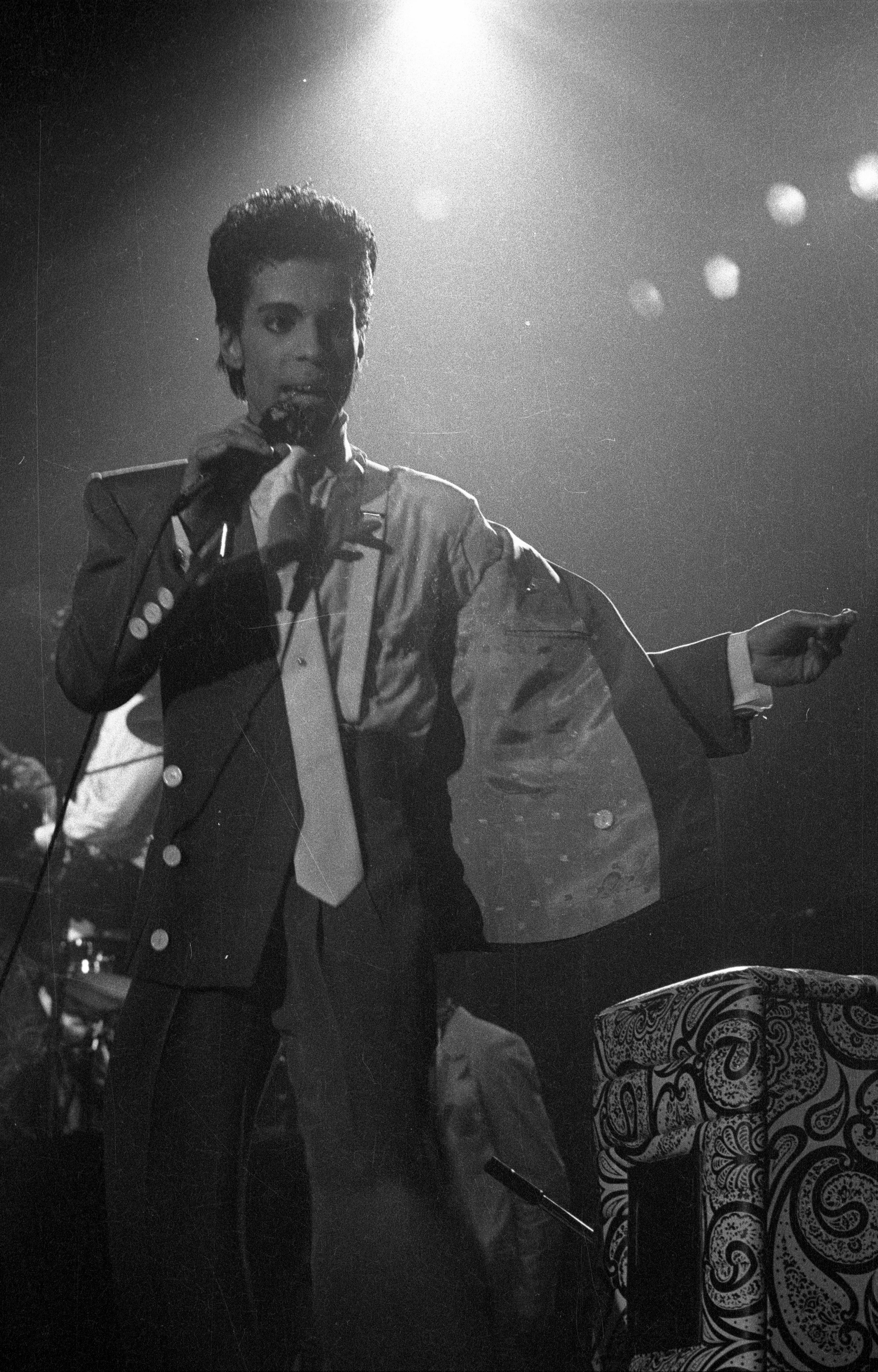
Para Like a Prayer, Madonna colaboró con el músico Prince en la composición y producción de la canción «Love Song»

Además de Leonard y Bray, Madonna también trabajó con el músico y compositor Prince, a quien conoció en los premios American Music de 1985 y mantuvo una relación amistosa desde entonces. En algunas oportunidades consideraron la idea de colaborar en un proyecto, hasta que Madonna acudió a su estudio Paisley Park en Mineápolis (Minnesota) y trabajaron en varias canciones para un posible musical. En su entrevista con Rolling Stone, comentó que se reunió con él «para tener una idea de cómo sería colaborar, porque es algo muy íntimo escribir una canción juntos. No puedo escribir con todos. Lo he intentado con mucha gente y no siempre funciona». El proceso fue desordenado, ya que los dos tenían personalidades muy diferentes. Mientras que a Madonna le gustaba que todo fuera organizado, rápido y sencillo, el método de Prince era más bien voluble e improvisado. Durante los encuentros, este último tocaba la batería y la cantante el sintetizador; en una ocasión, a ambos se les ocurrió una línea melódica y ella empezó a cantar unos versos en el micrófono, mientras que el músico grababa algunas partes de guitarra. Sin embargo, ninguna canción que habían empezado a trabajar se completó, por lo que regresó a Los Ángeles para continuar con los ensayos y preparativos de Speed-the-Plow, aunque permanecieron en contacto.
Madonna también explicó que las sesiones no resultaron porque había quedado disgustada con Mineápolis debido a las bajas temperaturas: «Cuando fui allí, hacía como veinte grados bajo cero, y era realmente desolador. Me sentía miserable y no podía escribir ni trabajar en esas circunstancias». Tiempo después, Prince asistió a una de las funciones de la obra y posteriormente le entregó una mezcla de una de las pistas que habían estado trabajando titulada «Love Song». A Madonna le gustó y, si bien habían acordado reunirse para completar el tema, terminaron enviándose cintas de audio de Minnesota a Los Ángeles o se comunicaban por teléfono hasta que se completó el proyecto.
Al estar «en el mismo nivel», la artista aclaró que hubo una conexión desde el principio que no habría sido la misma con otras personas con las que trabajó anteriormente. Continuó: «Nos divertimos mucho. Grabó unas partes de guitarra, hizo un loop y me envió [una cinta], yo empecé a añadirle partes y a cantar y se la enviaba de nuevo. Luego él cantaba una parte y añadía otro instrumento y me la mandaba... fue como una frase que se convirtió en un párrafo y este a su vez en una pequeña miniserie. Así que fue genial. Y debido a nuestros horarios y todo eso, a él le gusta trabajar en Minnesota y a mí me gusta trabajar aquí». Le gustó trabajar de esa manera «completamente diferente» y afirmó que el resultado había sido «extraño e interesante». Según la autora Lucy O'Brien, la colaboración marcó una dirección nueva para Madonna y, de manera similar, la biógrafa Nicole Claro opinó que resultó «un movimiento sin precedentes» en su carrera. Tiempo después, Madonna se inspiró en la letra de «Love Song» para la composición de «Hung Up», el primer sencillo de su álbum Confessions on a Dance Floor (2005). Prince también tocó la guitarra al inicio de «Like a Prayer», así como en «Keep It Together» y «Act of Contrition», aunque no recibió créditos.

## Grabación
De acuerdo con el biógrafo Norman King, volver al estudio de grabación significó para Madonna el «movimiento correcto» para plasmar sus problemas emocionales en «expresiones líricas de amor, frustración y dolor». Las sesiones tuvieron lugar en los estudios Johnny Yuma Recording (Burbank), Saturn Sound (Sherman Oaks), Ocean Way Recording (Los Ángeles) y Paisley Park Studios (Chanhassen), entre septiembre de 1988 a enero del año siguiente. Debido a la perspectiva «sombría» del material, en general las sesiones fueron muy enfocadas y se realizaron principalmente en Johnny Yuma, el estudio que Madonna y Leonard habían construido con los ingresos de True Blue. Además de focalizarse en el contenido de las letras, la intérprete tuvo un rol importante durante la grabación, pues no solo tenía un conocimiento claro de los diferentes instrumentos, sino también de cómo articular y lograr los sonidos que escuchaba en su cabeza. Leonard remarcó que el ritmo de trabajo de ella era por lo general «muy rápido», pero debido a la carga emocional que supuso Like a Prayer, estaba disgustaba y lloraba durante la mayor parte del tiempo, por lo que le tomaba tres o cuatro veces más grabar las canciones porque toda su emoción «se derramaba» y «rompía en lágrimas». Incluso recordó que algunos días llevaba gafas de sol al estudio y en ningún momento se las quitaba. Por su parte, la corista Donna De Lory también estaba al tanto de sus problemas personales y notó el cambio de actitud en el estudio: «Éramos amigas y sabía que estaba canalizando toda esa emoción en la música. Iba a ser un disco mucho más personal para ella». Madonna explicó que se sintió muy sola en ese momento y, desde un punto de vista emocional, había sido un «verdadero disco de madurez» para ella; continuó: «Estaba en el final de mi matrimonio y trabajé con Pat, que también pasaba por un momento muy oscuro, en un lugar muy aislado en el Valle. Tuve que hacer una gran búsqueda espiritual, y creo que es un reflejo de ello». Debido a esto, su humor durante las sesiones era tenso, en parte porque también quería demostrar que su segunda oportunidad como productora después de True Blue no había sido casualidad, por lo que ella y Leonard a menudo discutían y peleaban «con uñas y dientes» en el estudio, a tal punto de que, en una ocasión, le mostró la portada de True Blue y le dijo «¿de quién es esa foto?», a lo que Leonard entendió que no habría más discusiones.
| Obviamente cuando los músicos están tocando contigo, respondes de forma diferente a cuando la pista ya está hecha y solo estás con los auriculares puestos. Tuvimos la intención de volver a arreglar las voces, pero luego las escuchamos y dijimos: «¿Por qué? Así están bien». Eran mucho más emotivas y espontáneas cuando las hacía con los músicos, probablemente porque no sentía la presión de saber que esa iba a ser la toma final. Así que decidí no volver a arreglarlas. Hay sonidos extraños que hace tu garganta cuando cantas [...] y no los arreglé. No vi por qué debía hacerlo. Creo que esos sonidos también son emociones. —Madonna sobre trabajar con músicos en vivo en la grabación de Like a Prayer. |

A diferencia de sus anteriores álbumes, este se grabó con músicos en vivo, en lugar de sobregrabar las voces sobre la música terminada. Además, se utilizó una mayor proporción de primeras tomas. Sobre esto, la cantante aclaró que era la primera vez que todos los músicos estaban juntos en una misma sala y la mayoría de las pistas básicas se hicieron con una banda tocando allí mismo. Para ella significó un enfoque diferente, pero a la vez «más integral a la música», pues de esa manera saldría algo más espontáneo, «con más sentimiento». Las canciones se construyeron en torno a progresiones de acordes y melodías y significó un proceso «más personal», en lugar de emplear grandes equipos de composición. En el caso de Leonard, que había sido el director musical de las primeras giras de Madonna, ya tenía experiencia al trabajar con músicos en vivo y era uno de los objetivos que más le interesaba concretar en un álbum. Su estudio estaba bien montado y conocía a distintos músicos que formaban parte de su «rebaño», por lo que representó una experiencia «divertida y fácil». Según el productor, el proceso consistió en componer las canciones, grabar las maquetas —a cargo de él y Madonna— y luego sustituir las cajas de ritmos y la percusión por personas reales e incorporar coristas y músicos como guitarristas y bajistas. Mencionó además que lo que escuchan los oyentes es «la energía de las interpretaciones en la sala». El escritor Leo Tassoni notó que, al elegir este método, la cantante estaba arriesgándose, aunque subrayó que «su innato instinto comercial le decía que era un riesgo limitado. No solo confiaba en su propia capacidad para hacerlo, sino que también estaba segura de que no le fallarían los excelentes músicos de primera fila que había contratado».
Los músicos que participaron en la grabación fueron el guitarrista Bruce Gaitsch, los bateristas Jonathan Moffett y Jeff Porcaro, el teclista Jai Winding y el bajista Guy Pratt, que anteriormente formó parte de la gira de Pink Floyd y había conocido a Leonard mientras trabajaba con Bryan Ferry. Leonard había acudido a uno de los conciertos de Pink Floyd y le preguntó si podía participar en el disco de Madonna. Tras aceptar, Pratt a su vez había contratado a algunos bateristas adicionales, pero en el día de la grabación los músicos contratados no asistieron, lo que hizo irritar a Madonna, quien decidió despedir a Pratt y maldecir profusamente a Leonard. Este último luego contrató a otros guitarristas británicos como Chester Kamen, David Williams y Dann Huff. Su elección fue premeditada, ya que era admirador del rock británico y quería esa clase de actitud y «extravagancia» de los músicos en el álbum. Aun así, dos días antes de que Pratt dejara Los Ángeles, Madonna se contactó por teléfono y lo reincorporó luego de que él le contara un chiste —a pedido de ella— que le hizo reír. De todas maneras, notó que la cantante no lo había perdonado; en una ocasión, solicitó su presencia en el estudio de manera urgente para luego no recibirlo. Comentó que al día siguiente de ese episodio se sentía aterrorizado y recordó: «Es una mujer formidable y aterradora. Se mantuvo así por un tiempo, entonces me di cuenta de que había que mantener el ingenio. Estaban todos estos músicos de Los Ángeles muy callados y respetuosos, mientras que Chester [Kaming] y yo éramos los roqueros punk. Pensé, "debes ser jodidamente descarado o no vas a conseguir nada en el disco"».
Para Madonna, «Like a Prayer» fue algo que surgió de manera espontánea entre ella y Leonard. Originalmente, la canción tenía una influencia latina, con bongós y congas, pero la artista quería un estilo a capela y más orientado al góspel, prácticamente sin instrumentos, solo su voz y un órgano. Quitaron toda la instrumentación para que solo quedara su voz y juntos crearon el puente. A partir de allí, surgió la idea de incluir un coro, por lo que, a pedido de la cantante, Leonard invitó a Andraé Crouch y su coro de góspel, que habían trabajado anteriormente con Stevie Wonder, Chaka Khan y Quincy Jones y en bandas sonoras de películas como El color púrpura (1986); Crouch aceptó la oferta tras analizar la letra del tema: «Somos muy exigentes a la hora de elegir lo que trabajamos, y nos gustó lo que escuchamos». En otra oportunidad, declaró que Madonna buscaba algo «eclesiástico» y un sonido muy completo, como si tuviera una sensación de «gente poseída», de tal forma que intentó hacerlo lo más «potente posible». La artista animó a todos los presentes en el estudio a que se entregaran al «abandono apasionado». Crouch quedó asombrado por su apariencia dentro del estudio; declaró: «Pensarías que tenía un aspecto glamuroso, pero no llegó con anillos de diamantes ni brillo. Me esperaba todo el alboroto, no la reconocí al principio. Tenía un aspecto tan normal. Nos abrazó y nos hizo sentir cómodos». También le llamó la atención su dedicación a la música; su hermana —Sandra Crouch— tocó la pandereta en el tema y para la grabación probaron diferentes ritmos, hasta que Madonna le preguntó si podía volver al compás de treinta y dos, y ella tocó el ritmo. Crouch quedó sorprendido y comentó: «Sabía de qué compás se trataba y solo lo habíamos probado una vez. Yo no podría recordarlo ni en mil años, ¡no puedo hacerlo! Ella conoce su música». Pratt grabó su parte de la canción acompañado únicamente de Leonard, pues los demás músicos ya habían realizado el trabajo. Afirmó que había sido una experiencia «extracorporal» y para él fue su mejor momento tocando el bajo en un disco; agregó: «El hecho de que pudiera hacer lo que hice en Like a Prayer todavía me asombra. Es una locura. Al final, Madonna decía: "¡Guy, más, más!". Al final del fade ya no había más cortes, así que tuve que volver al principio otra vez. Es increíble tener esa línea de bajo en esa canción». El sonido de guitarra al inicio es obra de Prince, quien quedó encantado tras haber escuchado el tema y quiso hacer algo al respecto, de manera que Madonna y Leonard le enviaron una cinta. Sin embargo, ninguno quedó conforme con lo que el músico había grabado, aunque decidieron mantener una parte de la maqueta y utilizarla en la introducción. El productor añadió que no se agregó ninguna otra pieza musical del cantante, pero algunos efectos en los estribillos y en el puente podrían haber sido suyos.
Para «Love Song», se le pidió a Bray que trabajara en el tema, pero rechazó la propuesta al sentirse «abrumado» y «agitado». Aunque era uno de los mayores admiradores de Prince, el productor afirmó que no estaba «emocionalmente preparado»: «Esto fue antes de que descubriera los betabloqueadores. Les dije, "no, ustedes no necesitan mi ayuda", y fue una de las pocas cosas de las que me arrepiento en la vida. Habría hecho [a la canción] más bonita y le habría aportado algo de exuberancia». Aun así, se mostró entusiasmado de trabajar con los sonidos de guitarra de Prince en «Keep It Together». El enfoque de Madonna denotaba que quería mantener los resultados «claros y sin adornos», de modo que en la balada «Promise to Try» experimentó con su voz «desnuda» y la grabación se redujo a un cuarteto doble y un piano; Meyers mencionó que «podríamos haber puesto toda la orquesta de treinta y cinco músicos, pero nos resistimos a esa tentación». En cambio, la orquesta se utilizó en «Oh Father». El botón de grabación solo se pulsó dos veces; Leonard tocó el piano mientras Madonna cantaba a su lado sin auriculares. «Cherish» vio la colaboración de Madonna con sus coristas Donna De Lory y Niki Haris, quienes habían participado en el Who's That Girl World Tour de 1987. La buena relación que mantuvieron en la gira se trasladó al estudio; De Lory dijo que «Madonna sabía exactamente lo que quería y cómo descomponerlo», mientras que Haris comentó que, más que «embellecer» su sonido, lo que se intentó fue «enriquecerlo».
Dado que aún formaba parte de Speed-the-Plow cuando se grabó la balada «Oh Father», Madonna se encontraba en un estado mental «muy, muy oscuro» e intentó «exorcizar los demonios» que le trajo el personaje. Trabajó en la canción con Leonard en un pequeño estudio ubicado en el barrio Garment District de Nueva York; el arreglista Bill Meyers declaró que la cantante parecía muy conmovida, pero el lugar era «realmente lúgubre, horrible y estrecho, y eso fue lo que salió» de ella. Leonard recordó que hubo nueve personas en la sala: «[Ella] me dijo, "¿por qué toda esta gente, tiene importancia? ¿Tenemos que hacer esto?" Y le dije: "No va a ser doloroso, será divertido"». Primero se grabó una toma al mismo tiempo con toda la banda y Madonna, quien luego tomaba nota de lo que cada uno de los músicos había hecho y luego les transmitía lo que quería de manera clara y concisa. Luego se grabó la orquesta y, una vez que el equipo revisó las instrucciones de la cantante, se hizo una grabación final con las voces y otra con las cuerdas. Gaitsch escuchó a Madonna decirle a Leonard que no se harían más tomas para la canción. Por sugerencia del ingeniero Bill Bottrell, la voz principal se duplicó en los estribillos durante el proceso de mezcla. Pratt expresó que había sido un caso diferente a la mayoría de las cantantes con las que trabajó, «en el sentido de que sus exigencias eran factibles y se entregaban en un lenguaje sencillo, por lo que nosotros, los músicos, generalmente entendíamos y entregábamos lo que pedía». En un comentario similar, Gaitsch declaró que ella se concentraba en la música y tomaba notas «muy detalladas sobre nuestra forma de tocar». La creciente confianza de la cantante en lo musical condujo a un álbum más personal, de manera que hizo más hincapié en la música. Sin embargo, aún tenía ciertas inseguridades, lo que se manifestó en su interpretación vocal. Meyers mencionó que si la cantante pasaba de una nota a otra o cantaba en bemol en un determinado momento, lo volvería a hacer. Agregó: «En el caso de Madonna, lo que cantaba era lo que se iba a hacer. No variaba mucho. Después de grabar "Oh Father", le dije: "Creo que es la mejor interpretación vocal que has hecho". Me agradeció, pero luego pareció confundida. Es muy lista. Había captado lo que quería decir. Me di cuenta de que tenía que tener cuidado, porque ella era muy sensible a sus limitaciones». Leonard, que la consideró la mejor canción que compuso y grabó con Madonna, supo que había algo en ella que, en cierto modo, era lo «más real» del disco.
Para concluir el álbum, «Act of Contrition» inicia con una invocación susurrada y cuenta con una guitarra distorsionada a cargo de Prince y un coro góspel. La canción surgió de manera libre y espontánea en la sala de control del estudio, cuando los ingenieros dieron vuelta a la cinta de «Like a Prayer» para que Madonna pudiera recitar una oración sobre ella, por lo que es un backmasking de la canción homónima con la presencia de una guitarra pesada. La mezcla del álbum se realizó en febrero de 1989 en los Smoke Tree Studios de Chatsworth, con Madonna, Leonard y Robert Salcedo como asistente. Pratt recordó haber pasado por el estudio y encontrarlo «lleno de lámparas de lava, velas e incienso, todo muy vibrante». Madonna lo invitó a una de las sesiones y reprodujo «Like a Prayer»; estaba tan ensimismado escuchando la canción que no creía que él era quien tocaba en la grabación. Comentó: «Ese bajo es increíble. Suena como yo, pero no puedo ser yo porque está muy por encima de mi nivel. No se me permite hacer cosas así en un disco. Al final, le dije sinceramente, "Madonna, es lo mejor que has hecho. Ese bajo es una locura. ¿Quién es?". Y ella dijo: "¡Tú!"».

## Composición
| Like a Prayer trata sobre la influencia del catolicismo en mi vida y la pasión que me provoca. En estas canciones hago frente a temas específicos que significan mucho para mí. Se trata de una asimilación de experiencias que he tenido en mi vida y en mis relaciones. He asumido más riesgos con este álbum que antes y creo que ese crecimiento se nota. —Madonna sobre las canciones de Like a Prayer. |

Like a Prayer marcó el trabajo más serio, introspectivo y «honesto» de Madonna hasta ese momento. El biógrafo Mark Bego observó que el disco no era el «vertiginoso festival de baile» que uno esperaba de Madonna; por el contrario, representó un trabajo de «múltiples texturas, elaborado y profundamente personal». Dado que coescribió todas las canciones, el autor señaló que «al menos la mitad del material era reveladoramente autobiográfica», opinión que compartió Rikky Rooksby, autor de The Complete Guide to the Music of Madonna (2004). Según Carla Freccero en Feminism and Postmodernism (1994), la familia es el tema principal del álbum, que expone las huellas de un «ethos familiar italoestadounidense-católico romano» en la obra de Madonna. Becky Johnston de Interview reveló que «no había ningún personaje en juego»; en contraste, al abordar temas personales, había sido lo «más revelador» que había hecho en su carrera en lo que respecta a las letras, así como lo «más experimental» musicalmente. Madonna respondió que «no tuvo los censores encima en términos de emociones o música. Me arriesgué mucho más con este disco, pero obviamente el éxito te da la confianza para hacer esas cosas». Asimismo, reconoció que Penn tuvo una «gran influencia» a la hora de revelar esa faceta nueva.
En general, el contexto emocional del álbum se extrae de cuando Madonna estaba creciendo. En este sentido, las letras reflejan los momentos más difíciles de su vida, como la muerte de su madre en «Promise to Try», la relación problemática con su padre en «Oh Father» y su matrimonio fallido en «Till Death Do Us Part», todo ello combinado con «matices religiosos, arreglos espirituales y de himnos y referencias a la alegría, la fe, el pecado y el poder». Annie Zaleski de The A.V. Club explicó que, al abordar la religión, el amor, la pérdida o la familia, Madonna lo hacía desde una perspectiva «profunda y adulta», lo que proporcionaba un «forraje musical más nuevo y matizado». No obstante, Madonna explicó que, si bien la mayoría de las canciones estaban basadas en su vida, también eran «ficticias» y añadió: «Constantemente invento escenarios que son una combinación de algo que conozco y algo que imagino. Eso es solo una faceta que elegí mostrar [en el pasado]. Definitivamente, tengo ese lado hábil, glamuroso y manufacturado con el que me siento muy cómoda mostrando al público. Pero también tengo mi otra cara». La biógrafa Marie Cahill compartió la opinión de la cantante y mencionó que las pistas eran «intensamente personales», pero las temáticas eran universales. No tan distante, Sebas E. Alonso de Jenesaispop coincidió en que algunos detalles no necesariamente eran biográficos, sino que estaban «exagerados» en lo que ahora se conoce como «autoficción», aunque reconoció que en este álbum había un deseo por contar algo más profundo y personal que en trabajos anteriores. En este sentido, el disco presenta otras piezas más «alegres» y optimistas como «Cherish», «Keep It Together», «Love Song» y el himno de empoderamiento femenino «Express Yourself».
En el aspecto musical, es un álbum de género pop que incorpora elementos del dance, funk, góspel y soul. Las canciones, descritas como «vanguardistas», evocan estilos y obras específicas de los años 1960: «Dear Jessie» presenta influencias de Sgt. Pepper's Lonely Hearts Club Band (1967) de The Beatles; «Act of Contrition» recuerda a los «experimentos de audio» de John Lennon y Yoko Ono en The White Album (1968); y «Promise to Try» fue comparada con la obra de la cantautora Janis Ian, mientras que «Spanish Eyes» con la música de Ben E. King y Billy Joel. Las obras anteriores de Madonna tendían a ser un reflejo de su vida y de experiencias actuales; en cambio, Like a Prayer está más orientado a sus influencias musicales pasadas: «Keep It Together» y «Express Yourself», por ejemplo, son un homenaje a Sly & the Family Stone, mientras que «Oh Father» se considera una oda al dúo Simon and Garfunkel, que Madonna escuchaba cuando era pequeña. Manifestó que exploró diferentes tipos de música y descubrió cosas en su interior que «siempre han estado ahí», pero que nunca tuvo la suficiente confianza o la experiencia para mostrarlas al público hasta ese momento. Lucy O'Brien sostuvo que la artista «evitó el alto brillo pop» de discos anteriores como True Blue y pasó a una dirección más roquera, mantuvo los arreglos simples y cambió su voz a una más «profunda» y «ronca». Comparado con su anterior álbum, lo llamó «una sorprendente reinvención». El autor Fran Lloyd en Deconstructing Madonna (1993) sugiere que Like a Prayer, en lugar de ofrecer las «unidades líricas y musicales» de un álbum conceptual, puede verse como «una colección de ensayos con varios puntos de referencia comunes»: por un lado, el sonido country y soul y, por el otro, la música latina y las canciones de The Beatles.

### Lado uno
El tema que abre y da título al disco es «Like a Prayer». Madonna la describió como la canción de «una joven apasionada tan enamorada de Dios que es casi como si Él fuera la única figura masculina en su vida». Inicia con un riff de guitarra hasta que el sonido de un órgano toma protagonismo y prepara el escenario para el crescendo. Desde los primeros segundos se establece la atmósfera de la composición, que evoca a la liturgia católica. Incorpora además elementos de góspel y un coro cuya voz realza la naturaleza espiritual, mientras que la guitarra de rock pesado la mantiene oscura y misteriosa. La presencia del coro y las percusiones agregan a la canción toques de funk y R&B. La principal inspiración provino de la creencia católica de la transubstanciación. La intérprete introdujo palabras litúrgicas en la letra, pero cambió el contexto para que tuviera un doble sentido, esto es, combinar la sexualidad y la religión con letras pop «fluidas» que son fáciles de captar; un ejemplo es el verso I'm down on my knees, I wanna take you there («Estoy de rodillas, quiero llevarte allí»), que referencia a lo espiritual y religioso, pero también a lo «carnal». Utiliza referencias a éxitos anteriores para mezclar lo carnal y lo sagrado: en el estribillo, la narradora canta In the midnight hour I can feel your power («En la medianoche, puedo sentir tu poder»), en referencia «In the Midnight Hour» (1965) de Wilson Pickett, y en la siguiente línea recita Like a prayer, I'll take you there («Como una oración, te llevaré allí»), cuya última oración es el título del sencillo «I'll Take You There» (1972) del grupo femenino The Staple Singers. El segundo tema, «Express Yourself», es un número optimista en el que Madonna incita a las mujeres de su público a no conformarse con el segundo lugar, a expresar sus sentimientos y hacer que sus parejas expresen los suyos. De género dance pop, la letra afirma la autoexpresión, el dar lo mejor de uno mismo y superar los obstáculos para alcanzar las propias metas; en varios momentos clave, la cantante emplea el modo imperativo y exclama Express yourself! («¡Exprésate!»). Producida como un homenaje a Sly & the Family Stone, inicia con el sonido de un tintineo de viento y canta la primera línea Come on girls! Do you believe in love? 'Cause I got something to say about it, and it goes something like this («¡Vamos, chicas! ¿Creen en el amor? Porque tengo algo que decir al respecto, y dice algo así»). En el estribillo se incluyen palmadas, una caja de ritmos, un saxofón y percusiones, mientras que un coro respalda la voz de la cantante, que adquiere un tono más grave. Los subtextos se emplean a lo largo de la canción, especialmente en la línea What you need is a big strong hand to lead you to your higher ground («Lo que necesitas es una mano grande y fuerte que te eleve a un lugar más alto»), que hace referencia a la propia mano y no a la de un hombre.
«Love Song», la tercera canción, es un número funky de ritmo lento que cuenta con las guitarras «rasposas» características de Prince y los sintetizadores de Madonna. Comienza con Madonna preguntando en francés: «Estoy lista, ¿tú estás listo?». La voz de Prince en falsete combina tanto un registro agudo como uno más grave. La melodía, comparada con algunas canciones de The Temptations con Eddie Kendricks en la voz, presenta una calidad diferente en la voz de Madonna. Cerca del final, recita un par de frases más en francés antes de que la pista poco a poco deja de oírse. Originalmente titulada «State of Matrimony», «Till Death Do Us Part» fue descrita como un «relato autobiográfico» del matrimonio fallido de Madonna y Penn. Es una balada que relata la «violenta» disolución de un matrimonio sacudido por la bebida, las peleas violentas y un marido posesivo que se odia a sí mismo. Con la presencia de sintetizadores, batería, caja de ritmos y guitarras, Madonna utiliza un estilo musical y vocal maduro, diferente al de sus primeros trabajos, y emplea la palabra hablada en los estribillos. En una parte, reflexiona sobre las peleas «muy publicitadas» con la frase He starts to scream, the vases fly («Él empieza a gritar, vuelan jarrones») y la distancia emocional que «condenó a la pareja». La última estrofa describe la naturaleza circular de las relaciones abusivas y enfatiza la frase «hasta que la muerte nos separe» con el sonido de un vaso roto, lo que aumenta la «desesperación» de la canción. Es una canción de ruptura que anima y a la vez consuela, y aunque el contenido de la letra es triste, la música, por el contrario, es más alegre. Madonna regresa a los días agridulces de su infancia en «Promise to Try», una balada de piano que trata sobre la muerte de su madre, a quien le canta su «yo de cinco años devastado». Su ausencia ocupa un lugar importante en la canción, que está «plagada de arrepentimiento, soledad y añoranza, así como de duras verdades». Con un arreglo de música de cámara, imagina con lágrimas a su madre observándola como una pequeña y ofreciéndole consejos y consuelo. En cierto punto, pregunta específicamente Does she hear my voice in the night when I call? («¿Oye mi voz en la noche cuando llamo?»). Sabe que ha cometido errores y teme haber decepcionado a su madre y a sí misma. Luego, un adulto aconseja a una niña en el verso Little girl, don't you forget her face, don't let memory play games with your mind, she's a faded smile frozen in time («Pequeña, no olvides su rostro, no dejes que la memoria juegue con tu mente, ella es una sonrisa desvanecida congelada en el tiempo»). La frase sugiere que Madonna había distorsionado y fantaseado con el recuerdo de su madre a lo largo de los años al convertirla en algo que nunca fue.

### Lado dos
El segundo lado de Like a Prayer inicia con «Cherish», una canción de amor de géneros pop y doo wop que evoca el sonido sunshine pop de los años 1960. Está inspirada en la tragedia Romeo y Julieta (1597) de William Shakespeare, lo cual se refleja en la línea Romeo and Juliet they never felt this way I bet, so don't underestimate my point of view («Apuesto a que Romeo y Julieta nunca se sintieron así, así que no subestimes mi punto de vista»). Asimismo, cita la línea melódica de la canción del mismo nombre —de la banda The Association— y se construye a partir de títulos y frases de temas pop del pasado. Así, la primera estrofa se basa en títulos como «Cupid» de Sam Cooke, «You Are My Destiny» de Paul Anka y «I Can't Let Go» de The Hollies, mientras que las estrofas siguientes toman fragmentos como «Burning Love» de Elvis Presley, «Two Hearts» de Bruce Springsteen y Romeo y Julieta. La letra detalla la devoción y el hecho de tener a su lado a su amante, a quien nunca dejaría. Madonna reveló que se encontraba de buen humor cuando escribió la letra, que fue poco antes de que se trasladara a Nueva York para actuar en Speed-the-Plow. El sonido de cuerdas da paso a «Dear Jessie», una canción de cuna de pop psicodélico inspirada en la hija de Leonard y comparada con los trabajos de The Beatles y Queen. Incluye una sección de trompetas y un rasgueo acústico, así como un cambio en el ritmo que se produce durante el break. La canción se describe como una carta a la pequeña Jessie —quien tenía tres años en ese momento— y a la niña interior de Madonna. La letra es una celebración de la imaginación infantil, una fantasía musical de cuento de hadas en el que habitan elefantes rosas con lunas, limonadas, hadas, duendes y sirenas. Ha sido descrita como un «homenaje psicodélico» a Incense and Peppermints (1967) de Strawberry Alarm Clock.

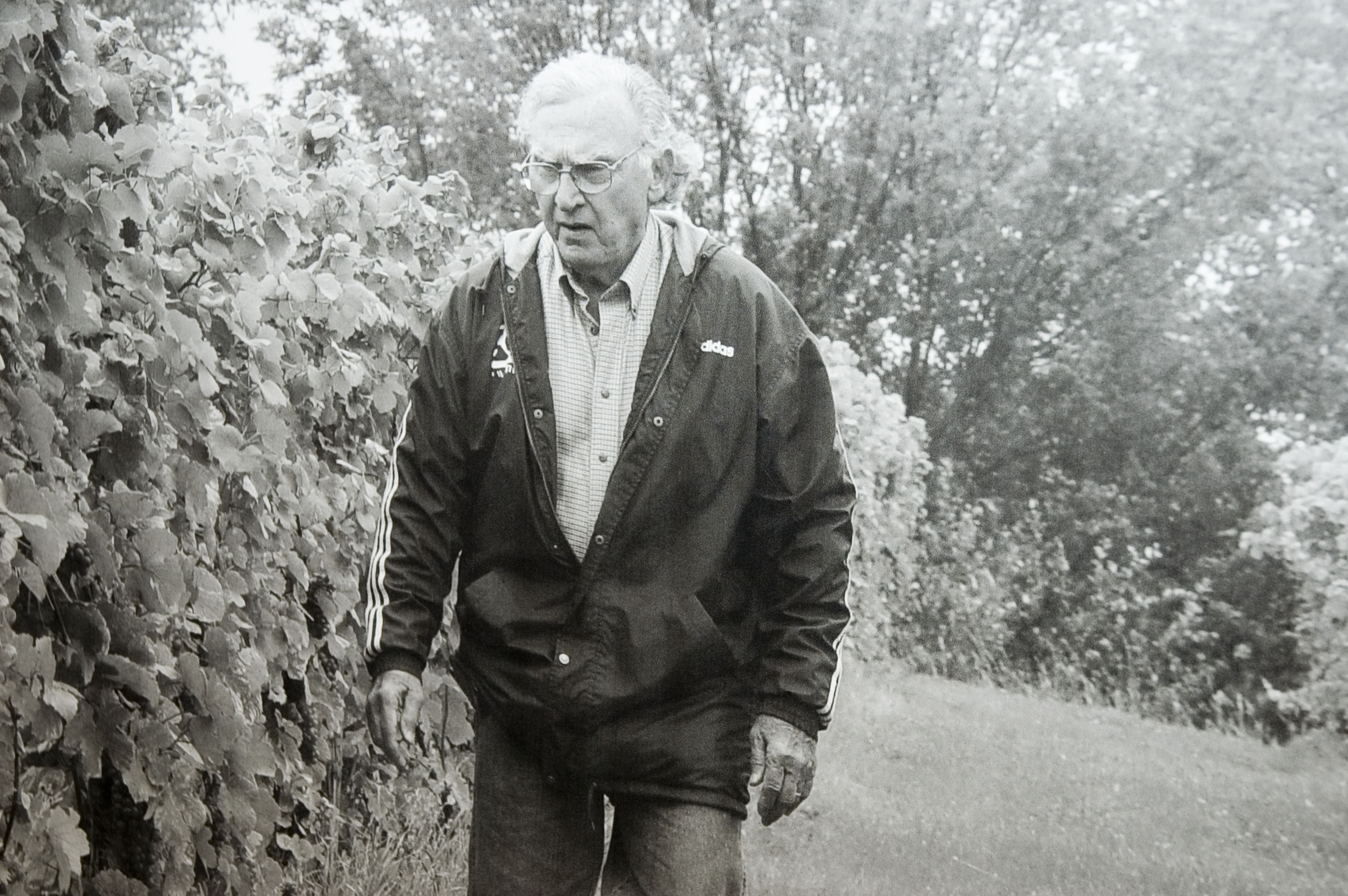
La tensa relación de Madonna con su padre Tony Ciccone (fotografía) inspiró la composición de «Oh Father»

El nexo de la octava pista, «Oh Father», fue la presencia de figuras masculinas autoritarias en la vida de la cantante, ya sea naturales o espirituales como Dios, y principalmente de su padre, Silvio Ciccone, cuya relación había sido tensa. Es una balada dramática en la que destaca el piano y un arreglo de cuerdas; Madonna utilizó un contraste de timbre, es decir, su voz más aguda y suave con una más grave. Canta enfatizando cada palabra sobre su desconcierto ante la «desaprobación y la ira del padre», especialmente en el verso I lay down next to your boots and I prayed for your anger to end / Oh father, I have sinned («Me acosté junto a tus botas y recé para que terminara tu ira / Oh, padre, he pecado»). En algunos momentos, su voz posee un tono áspero similar al de Courtney Love. La letra retoma el dolor y la confusión que habían caracterizado la relación con Ciccone; algunos críticos señalaron que era una carta de amor a su padre, mientras que otros la consideraron una acusación. En el verso del estribillo You can't hurt me now / I got away from you, I never thought I would («Ya no puedes lastimarme, he escapado de ti, nunca pensé que lo haría»), la niña adulta reprende a una dura figura paterna —ya sea marido, padre o autoridad religiosa— de cuya dominación escapó. Hay una pausa instrumental antes del puente vocal, que se destaca por la presencia de un slide de guitarra. En esta parte, la protagonista se da cuenta no solo de que su padre nunca quiso hacerle daño, sino de que él también fue lastimado, por ello expresa empatía y comprensión, lo que se refleja en los versos Oh Father, you never wanted to live that way / You never wanted to hurt me («Oh, padre, nunca quisiste vivir así, nunca quisiste hacerme daño») y Maybe someday / When I look back, I'll be able to say / You didn't mean to be cruel / Somebody hurt you too («Quizás algún día, cuando mire atrás, podré decir que no querías ser cruel, alguien te hizo daño también»). Madonna la describió como la segunda parte de «Live to Tell» (1986), porque aludía a la relación con aquellas figuras masculinas, en especial su padre y su exmarido. J. Randy Taraborrelli sostuvo que en «Till Death Do Us Part», «Promise To Try» y «Oh Father», Madonna buscaba «depurarse de ciertos demonios personales».

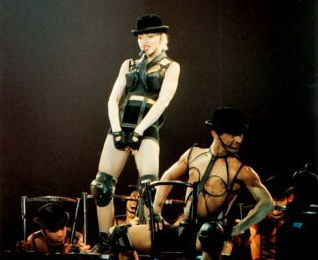
Madonna interpretando el noveno tema de Like a Prayer, «Keep It Together», en la gira Blond Ambition World Tour. La canción rinde homenaje a la banda Sly & the Family Stone

«Keep It Together» es un tema synth-funk de tempo medio, que presenta sonidos característicos de slap, bajos sintetizados secuenciados, percusión y efectos de wah-wah que recuerdan el estilo pop-funk vanguardista de Sly & the Family Stone, especialmente con las canciones «Everyday People» (1968) y «Family Affair» (1971). Ha sido descrita como la versión de Madonna de «We Are Family» (1979), original de Sister Sledge. La letra es una celebración de los aspectos más positivos de la vida familiar, en especial el poder de los hermanos, y resalta las pruebas y adversidades de la familia. La artista hace un regreso a la estabilidad de las raíces familiares y ofrece una imagen hogareña de hermanos juntos, lazos que se habían vuelto frágiles o distantes. El anteúltimo tema es «Spanish Eyes», una balada de guitarra que retoma el ambiente latino de «La isla bonita» (1987) dado el uso de castañuelas, pero aquí la música es más lenta y sombría. Ha sido descrita como una mezcla entre «Spanish Harlem» de Ben E. King y los trabajos de Billy Joel. La voz de Madonna suena más arriesgada durante el estribillo, en el que se aprecia una armonía vocal y florituras de trompeta. Aparece un solo de guitarra española en el puente y hacia el final se escuchan campanas. La letra es ambigua y ha sido objeto de varias interpretaciones; por un lado, trata sobre el empeoramiento de la crisis del VIH/sida en Estados Unidos o bien sobre el lamento de una madre hispana por la muerte de su hijo debido a la violencia de pandillas; por el otro, narra la historia de alguien que va a luchar a una guerra. Otro sentido es que una fuerza opresora se haya llevado en mitad de la noche y contra su voluntad a esa persona de la cual se habla, de ahí que la narradora enciende una vela por él. En lugar de buscar consuelo en las estrellas o en el cielo, la protagonista se pregunta si Dios escucha su oración, si es que Él realmente existe, en la línea And if there is a Christ, he’ll come tonight / To pray for Spanish eyes («Y si hay un Cristo, vendrá esta noche a rezar por los ojos españoles»). Si bien no forma parte de alguna experiencia personal de la cantante, es coherente con el tema recurrente del álbum sobre la pérdida física y el amor eterno. La última canción es «Act of Contrition», un número experimental en el que Madonna susurra el acto católico de contrición sobre un solo de guitarra de rock vanguardista, mientras de fondo los cánticos de un coro se reproducen al revés, una técnica utilizada anteriormente por artistas como The Beatles y Jimi Hendrix para conseguir un efecto psicodélico. Se trata de un montaje de sonidos que retoma y samplea el solo de guitarra de la introducción de «Like a Prayer», así como el coro que recita la palabra prayer. El tema trata sobre la bondad de Dios y la naturaleza pecaminosa de la humanidad. Madonna enumera varios pecados y pide perdón en un tono ronco, aunque el arrepentimiento dura poco tiempo, ya que hacia el final su voz se va distorsionando hasta convertirse en un monólogo en el que se enfada porque le niegan la reservación en un restaurante. Dada la connotación religiosa, Leonard afirmó que «Act of Contrition» no pretendía ofender a nadie, sino más bien que sea «divertida».

## Lanzamiento

### Anuncio y filtraciones
En enero de 1989, se reportó que el nuevo álbum de Madonna se llamaría Like a Prayer y sería publicado el 28 de febrero de ese año, con la confirmación de la participación de Prince. Luego se informó como fecha el 15 de marzo, hasta que en la edición del 11 de febrero, Billboard confirmó que el 17 de marzo algunas copias se enviarían a las principales radios estadounidenses y cuatro días después saldría al mercado en todo el mundo. Melinda Newman de la misma revista comunicó que el álbum fue el único producto de una «superestrella» programado para su lanzamiento ese mes. Stephen Bray declaró que el público se sorprendería con el contenido y agregó: «Decir que es un álbum personal es quedarse corto. Cualquiera que espere levantarse y bailar se sentirá muy decepcionado». Aunque algunos ejecutivos de Warner Bros. Records se mantuvieron escépticos por la acogida que tendría el álbum, un portavoz de la compañía negó dichas afirmaciones; al respecto, Bob Merlis —jefe de publicidad de Warner Bros.— opinó: «Creemos que va a ser un álbum importante. Claro, es un material profundo, pero no es oscuro ni gratuitamente artístico».
Sin embargo, el 2 de marzo la cadena española SER reprodujo «Like a Prayer», «Act of Contrition» y «Love Song» cada hora desde las 13:00 hasta la medianoche, pese a que ninguna estación se le permitió escuchar ni transmitir el álbum antes de la fecha oficial de lanzamiento; Rafael Revert, mánager musical de SER, no especificó de dónde había conseguido la copia del disco, pero aclaró que no provino de WEA. Poco menos de 4.5 millones de personas escucharon la primicia de la cadena. Según Bettina Bosé —directora general de WEA España— la estación obtuvo un magnetófono de México que fue copiada de una cinta de fábrica sin procesar, por lo que la versión era de mala calidad. Misma situación ocurrió en Estados Unidos, donde Ric Lippincott de la estación Z95 de Chicago transmitió una copia del disco completo el 15 de marzo, dos días antes de la distribución planificada a las radios. Debido a la filtración, Warner Bros. envió por fax una orden de cese y desistimiento a la emisora e intentó comunicarse por teléfono con Lippincott, quien afirmó nunca haber recibido el fax y que no creía que la orden judicial haya sido legal. Tras una nueva solicitud, Norm Schrutt —presidente de la compañía Capital Cities/ABC Group II— ordenó que la estación acatara la orden, aunque Lippincott no divulgó el origen de la fuente de la filtración.

### Publicación y reediciones
Dedicado a la memoria de la madre de Madonna, Like a Prayer salió a la venta de manera comercial en los formatos de vinilo, casete y disco compacto; fue su primer material publicado después de que el CD se estableciera por completo en la industria. En Europa se lanzó el 20 de marzo de 1989 y un día después en el resto del mundo, a excepción de Japón, que estuvo disponible el 9 de abril de ese año. Tanto en Europa como en Estados Unidos, se enviaron dos millones de copias del álbum a las tiendas en su primera semana. En este último país, Sire Records promocionó el material días antes del lanzamiento con un anuncio de tres páginas completas en la edición de Billboard del 18 de marzo; el aviso contenía la portada del álbum y una de las fotografías de Madonna incluida en el folleto, con los epígrafes Lead Us Into Temptation («Déjanos caer en la tentación») e It Shall Be Released («Será liberado»), seguido de la fecha de publicación March 21:89.
El disco marcó el mayor proyecto de marketing de WEA Europe en ese momento, con más de dos millones USD en campañas promocionales. La compañía lanzó una gama completa de artículos de promoción que se combinó con la mercadotecnia, la prensa y las campañas en tiendas. La portada del disco apareció en carteles de tres tamaños, mientras que una de las imágenes tomadas por Ritts dentro del folleto se amplió a un tamaño gigante de 120 x 120 centímetros (47,2 x 47,2 plg). Además, el logotipo incluido en la funda se utilizó en una réplica de local comercial, así como en insignias. El 17 de marzo, tres días antes de la publicación en el continente, los medios de comunicación recibieron cajas de presentación especiales que incluían un CD de prelanzamiento. En Singapur, WEA realizó una campaña para enfrentar a falsificadores, es decir, empresas locales que producen copias piratas para venderlas a bajo precio, así como a importadores paralelos, que compran cintas desde Malasia y Tailandia y las venden a precios más altos. La campaña consistió en hacer publicidad en los medios de comunicación impresos e insertar en los casetes formularios de participación en concursos con un premio máximo de 2000 USD. El objetivo era que los consumidores eligieran y los minoristas vendieran las copias originales distribuidas localmente, a un valor de venta recomendado de 8.90 USD, en lugar de las no oficiales a un precio menor. Durante las dos primeras semanas del lanzamiento del álbum, WEA invirtió 30 000 USD en la campaña.
En agosto de 1989, para promocionar Like a Prayer en Japón, Sire lanzó un miniálbum titulado Remixed Prayers, que incluía varias remezclas de «Like a Prayer» y «Express Yourself» producidas por Junior Vasquez, Bill Bottrell y Shep Pettibone. Fue un lanzamiento exclusivo en Japón hasta diciembre de 1993, cuando estuvo disponible en Australia para celebrar la primera visita de Madonna al país como parte de su gira mundial The Girlie Show. Desde su publicación, el álbum ha tenido varias reediciones en CD y LP; la última de ellas fue en marzo de 2019 con motivo de su trigésimo aniversario, cuando Rhino y Warner Bros. publicaron en las plataformas digitales Like a Prayer [30th Anniversary]. Esta edición incluyó las canciones originales, a excepción de «Promise to Try» y «Act of Contrition», así como remezclas de los sencillos principales y «Supernatural», el tema grabado durante las sesiones del álbum y que figuró como lado B de «Cherish».

## Dirección artística

### Portada y diseño
| Me encanta el cabello rubio, pero realmente te hace parecer diferente. Me siento más conectada a tierra cuando llevo el cabello oscuro y me siento más etérea con el cabello claro. Es inexplicable. También me siento más italiana cuando tengo el pelo oscuro. —Madonna sobre su cambio de imagen para Like a Prayer. |

Herb Ritts, quien ya había trabajado con Madonna en True Blue, tomó las fotografías para la portada y el folleto de Like a Prayer. Para esta ocasión, adoptó una nueva imagen al estilo de los años 1960: tiñó su cabello de oscuro y lució pantalones vaqueros gastados, varios anillos en los dedos, un collar de colores y piedras preciosas de vidrio que colgaban de su cintura y un crucifijo con incrustaciones alrededor de su cuello. Aseguró que tener el cabello rubio era «más exótico, más sensual, pero más frívolo», lo que la llevó a sufrir una crisis de identidad, por ello, decidió cambiar a una «chica morena», ya que lo consideraba más serio. Los biógrafos Norman King y Adam Sexton describieron a Madonna como «una mezcla de hippie y gitana». Sobre su trabajo con la artista, Ritts detalló: «Estamos en la misma onda. Ella confía en mí y yo trato de hacer lo mejor para ella. Ella cambia. Yo cambio. Es una imagen real que evoluciona. Tiene una particularidad que le viene de dentro. Siempre está cambiando y depurando su imagen personal y profesional». Por primera vez, el rostro de Madonna no está presente en la portada; en cambio, aparece un primer plano de su entrepierna y sus manos apoyadas sobre los bordes del pantalón desabrochado, mientras que su ombligo y vientre expuesto están cubiertos por el logotipo y el título del disco. Sobre la entrepierna también está impreso su nombre, cuya letra «O» —colocada donde debería estar su ombligo— se rodea de un dibujo cruciforme de luz acompañado de una corona. La fotografía incluida en la contraportada presenta a Madonna, con el cabello castaño oscuro hasta los hombros, mirando hacia la cámara en una pose de oración. Dentro del folleto, se aprecia también otra imagen borrosa de la cantante con un top de chifón púrpura ondeando alrededor de su cuerpo. Jeri Heiden fue la responsable del diseño artístico y Margo Chase del diseño del logo.

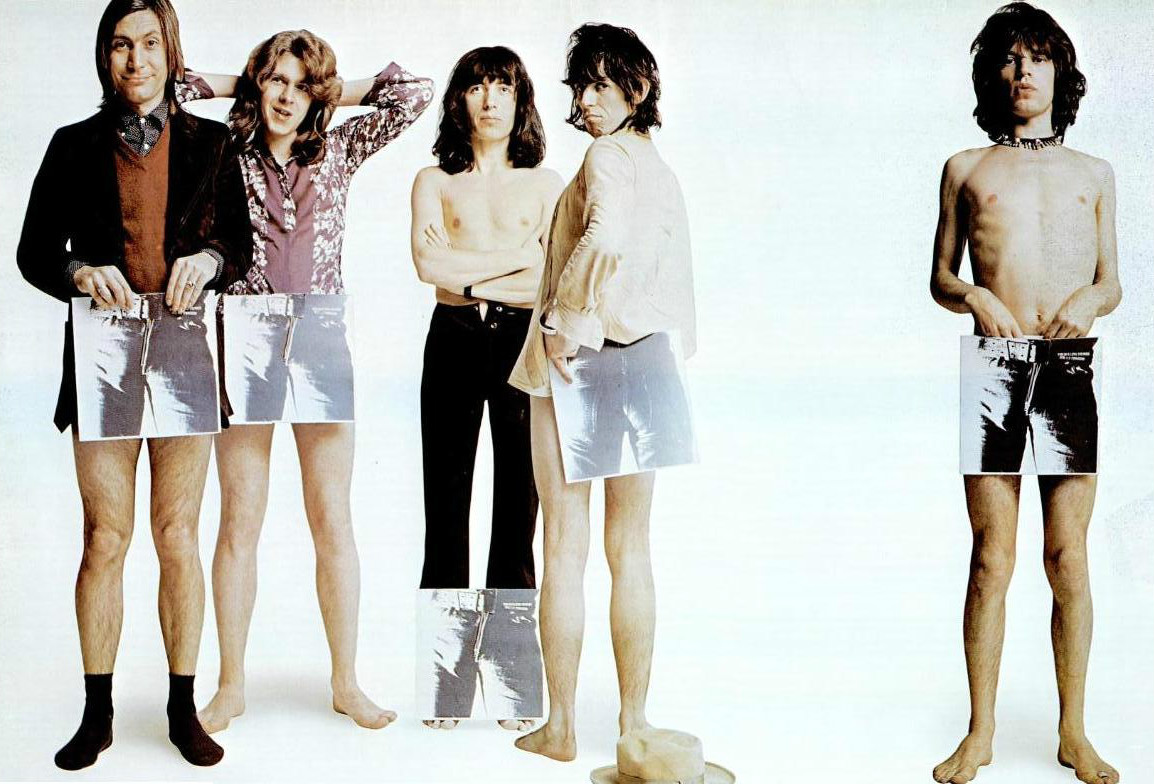
La portada de Like a Prayer ha sido comparada con la carátula de Sticky Fingers (1971) de The Rolling Stones. En la imagen, la banda posando con las ilustraciones de su álbum

La portada fue comparada con la de Sticky Fingers (1971) de The Rolling Stones, que tenía un primer plano de la entrepierna de Mick Jagger. Carla Freccero analizó que el diseño también hacía un juego de palabras con el significado de la letra «O» como designación de los genitales femeninos; según la autora, en la portada Madonna «bromea sobre su poder fálico al combinar el pantalón azul de la carátula de The Rolling Stones, que "contiene" el falo, con la "O" de su propia ausencia fálica». En otra comparación, Gonzalo Ugidos de El Mundo lo vio como la «réplica femenina a los vaqueros de currante machote de Bruce Springsteen en Born in the U.S.A. (1984)», opinión que compartieron Hadley Freeman de The Guardian y El Hunt de NME, quien este último le pareció una respuesta «deslumbrante» a Born in the U.S.A., además de considerarla la «imagen perfecta» para Like a Prayer. Ignacio D'Amore y Mariano López, autores de la Enciclopedia Gay (2012), elogiaron el trabajo de Ritts y calificaron la carátula como «memorable». Para Matthew Barton de Attitude, anunció un nuevo tipo de Madonna, «cuyas portadas de álbumes y sencillos habían estado tan indisolublemente ligadas a su rostro». Barry Walters en San Francisco Examiner sintió que más que una provocación, la portada marcaba el tono de la música del álbum. Agregó que ella «no solo se está desnudando, esta foto de Herb Ritts capta a Madonna prácticamente al descubierto». El escritor Matthew Rettenmund dijo que las imágenes eran «una poderosa declaración de una mujer para quien la apariencia lo es casi todo».
Rikky Rooksby de The Complete Guide to the Music of Madonna (2004) declaró que era una «especie de retroceso a su anterior imagen de chica material». Igualmente, Dave Ferman de Fort Worth Star-Telegram comentó que la artista volvió a mostrar el ombligo y las «grandes joyas» tal como lo había hecho en sus primeros días de carrera con los videoclips de «Lucky Star» y «Borderline» (1984). Freccero opinó que «explota de manera juguetona los temas religiosos católicos romanos y reafirma los símbolos de Madonna —sobre todo su ombligo— de sus anteriores trabajos». Freeman observó que evocaba la imagen de la mujer de los años 80, con su yuxtaposición de joyas, iconografía religiosa, vientre al descubierto y pantalones vaqueros de tiro alto. Para Debbi Voller, reflejaba «con optimismo» los sentimientos de paz y amor del Segundo Verano del Amor, puesto que «la famosa barriga de Madonna volvía a estar expuesta, enmarcada por adornos y collares hippies». Lucy O'Brien afirmó que los collares y los pantalones vaqueros representaban un guiño a la madre de la cantante, quien era una católica devota de origen franco-canadiense que solía tapar la estatua del Sagrado Corazón de Jesús cuando una mujer acudía a la casa de Madonna luciendo vaqueros con cierre. Daryl Easlea la consideró una portada «atrevida» y señaló que los pantalones de la vieja escuela denotaban no solo el «símbolo universal de la rebeldía», sino también «el uniforme del establishment del rock»: «Madonna ya era una artista adulta, y los artistas adultos no necesitaban sus rostros en las portadas de sus discos».

### Aroma y folleto

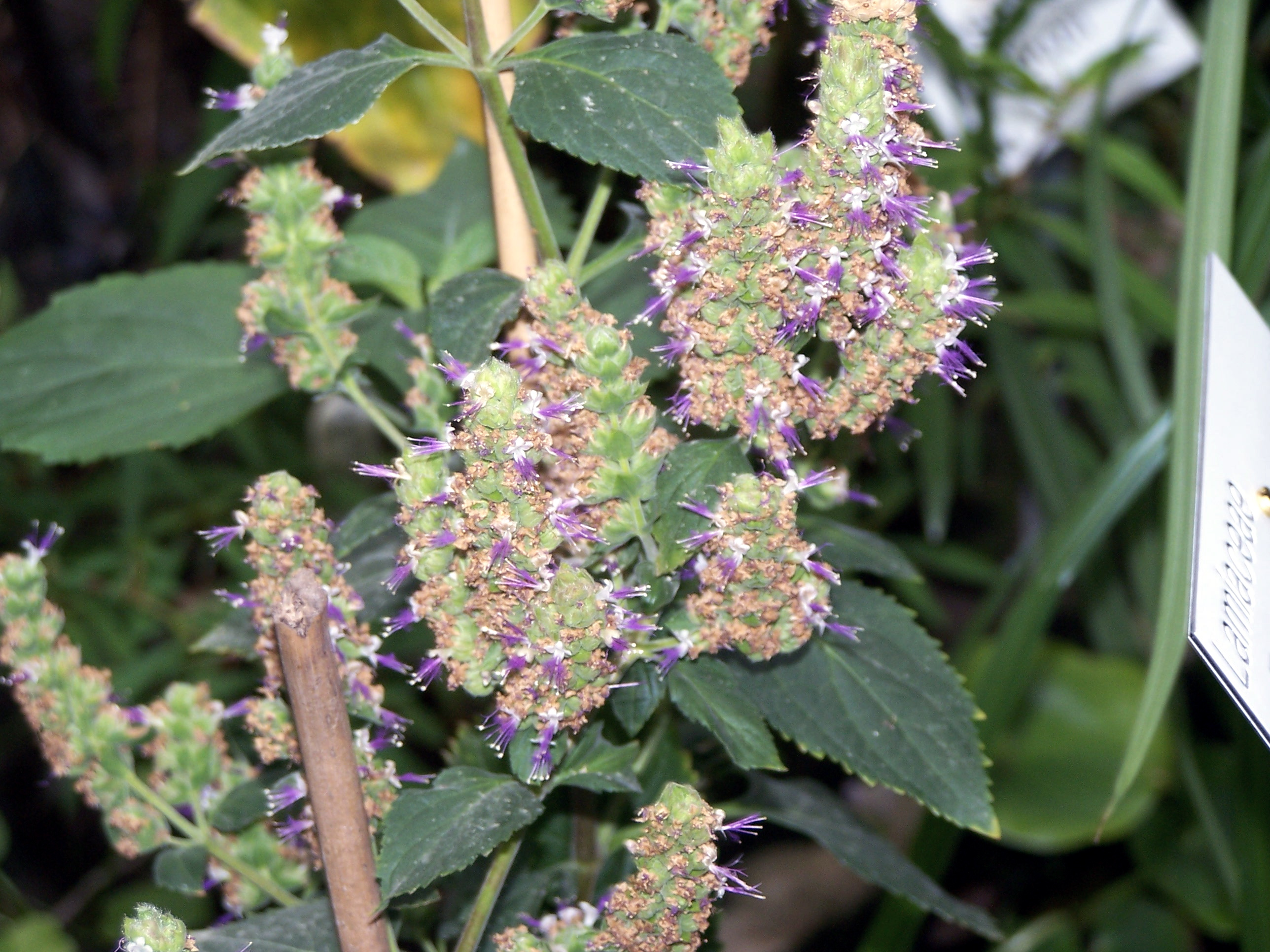
Las primeras copias físicas de Like a Prayer venían perfumadas con aceite de pachulí para enfatizar el tema religioso y simular el incienso de las iglesias

Con la idea de añadir un poco de «intimidad» al diseño y enfatizar los temas religiosos del álbum, las primeras copias de las ediciones en CD, vinilo y casete venían perfumadas con aceite de pachulí para simular el incienso de las iglesias del pasado y que el consumidor pudiera oler el propio aroma de Madonna al escuchar el material. Para resaltar aún más el simbolismo, se produjeron velas votivas promocionales, lo que denotaba el matiz religioso «importante» del disco. Fue idea de la cantante añadir el aceite proveniente de la India, según un representante de Warner Records, quien agregó que «ella quería crear un sabor a los años sesenta y a la iglesia. Quería crear una sensación sensual que pudieras oír y oler». El efecto aromático se produce al mezclar las fragancias con las tintas y los recubrimientos utilizados en las portadas de los discos. La artista ya había implementado este concepto con You Can Dance (1987), su primer álbum recopilatorio de remezclas, cuyas copias venían perfumadas con Chanel n.º 5. Según Annette Green, directora ejecutiva de la Fragance Foundation de Nueva York, utilizar un aroma para promocionar un producto no era una idea nueva, pero sí «eficaz», y Dave Rheins —editor de la publicación Marketing Through Music— afirmó que el uso de aromas como truco publicitario ayudaba a los artistas a «abrirse paso entre la competencia». Con ello, Madonna se sumó a Stevie Wonder y Dionne Warwick, cuyos álbumes Secret Life with Plants (1979) y Friends (1985), respectivamente, también habían sido perfumados. Cuando se le preguntó a la cantante si había sido difícil lograr un álbum con aroma a pachulí, respondió riéndose: «Sí, lo fue. Tuve que trabajar mucho para eso».
Sumado a todo ello, cada copia incluía un encarte informativo titulado «Facts about AIDS», que describía los hechos de prevención del VIH/sida e instaba a la práctica del sexo seguro, así como el correcto uso de preservativos y un número telefónico al que se podía llamar para obtener más información. El folleto enfatizaba que era una enfermedad de «igualdad de oportunidades» y que no existían datos concluyentes sobre su origen, pero resaltaba que «las personas con sida, independientemente de su orientación sexual, merecen compasión y apoyo, no violencia e intolerancia». El encarte terminaba con la frase: «¡El sida no es una fiesta!». Esto marcó la primera vez que un artista mainstream incluía información sobre el sida en un producto. Madonna, que había sido una de las primeras celebridades en actuar en actos benéficos contra el sida, explicó: «Puedes tener sexo, pero tienes que practicar sexo seguro. No hay forma de evitarlo. Creo que es horrible que todos piensen: "¡Oh, Dios mío! ¡Sida! Ahora todos tenemos que dormir solos y nunca tener nada que ver con nadie". Usa tu imaginación. Sé creativo». Bill Coleman de Billboard felicitó a la cantante por la acción, y Mark Bego afirmó que «nunca antes, ni después, un artista discográfico había rechazado la polémica por una causa tan digna».

## Promoción

### Sencillos
Se publicaron seis sencillos del álbum; el primero de ellos, «Like a Prayer», salió a la venta el 3 de marzo de 1989. Considerada una de las canciones más célebres del canon de Madonna, fue su séptimo número uno en la lista Billboard Hot 100, la mayor cantidad de la década de 1980 para una artista femenina —empatada con Whitney Houston— y la tercera en general después de Michael Jackson y Phil Collins. Además de Estados Unidos, alcanzó el primer puesto en Australia, Bélgica, Canadá, Dinamarca, España, Finlandia, Islandia, Irlanda, Italia, Japón, Países Bajos, Noruega, Nueva Zelanda, Polonia, Portugal, Reino Unido, Suecia y Suiza. Se convirtió en uno de sus sencillos más exitosos, con más de cinco millones de copias vendidas en todo el mundo. «Express Yourself» salió al mercado el 9 de mayo como el segundo sencillo. Descrita como un «himno al feminismo», alcanzó la primera posición en Canadá, Italia y Suiza, así como en el conteo European Airplay Top 50, por lo que Madonna se convirtió en el artista con más sencillos número uno allí, con un total de nueve. En Estados Unidos, alcanzó el segundo lugar en la Billboard Hot 100 por detrás de «If You Don't Know Me by Now» de Simply Red. «Cherish» se puso a la venta el 1 de agosto de 1989. Tras una «competencia» con «Miss You Much» de Janet Jackson por la primera posición del Hot 100, «Cherish» finalmente llegó al segundo lugar. De todas maneras, fue el 16.º sencillo consecutivo de Madonna que logró ubicarse entre los cinco primeros puestos de la lista, la mayor cantidad para una artista femenina y la segunda en general después de Elvis Presley. Sumado a ello, con un total de diecisiete canciones, empató con Aretha Franklin como las solistas con más entradas a los diez primeros y con Michael Jackson como los únicos artistas con más sencillos consecutivos en el top diez durante la década de 1980. Ocupó el primer lugar en Canadá y estuvo entre los diez principales en Australia, Bélgica, Noruega, Nueva Zelanda, Reino Unido y Suiza.
«Oh Father» —el cuarto sencillo— se publicó en Estados Unidos el 24 de octubre de 1989 y en otros territorios como Australia en febrero de 1990; en Europa, no estuvo disponible hasta finales de octubre de 1995, cuando apareció en el álbum recopilatorio de baladas Something to Remember. A diferencia de los predecesores, la recepción comercial fue menor; solo en Finlandia e Italia llegó a los diez principales, en el sexto lugar. En el Billboard Hot 100, alcanzó la vigésima posición, lo que supuso el 19.º top veinte consecutivo de Madonna, pero a su vez puso fin a su récord de dieciséis sencillos consecutivos en los cinco primeros lugares. «Dear Jessie» se lanzó en algunos territorios europeos el 4 de diciembre de 1989 y nunca estuvo disponible comercialmente en EE. UU. Logró los puestos tres, cinco y nueve en Irlanda, Reino Unido y la lista Eurochart Hot 100 Singles. «Keep It Together» se editó el 31 de enero de 1990 como el último sencillo del álbum en Estados Unidos. Ocupó el octavo puesto en Canadá y en el Billboard Hot 100, mientras que en Australia alcanzó el primero como doble lado A junto con «Vogue», que fue el primer sencillo de la banda sonora I'm Breathless.

### Presentación y gira

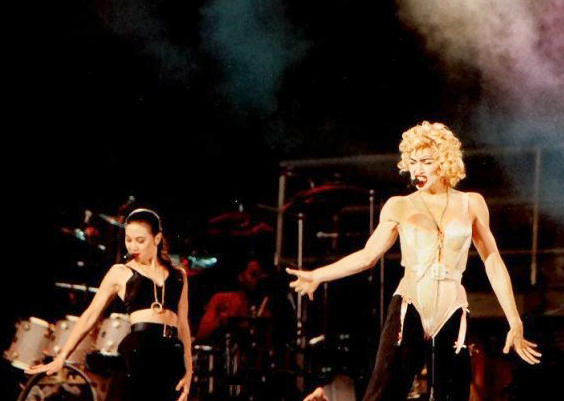
Madonna dando inicio al Blond Ambition World Tour con una interpretación de «Express Yourself»

El 6 de septiembre de 1989, Madonna abrió la ceremonia de los MTV Video Music Awards —celebrados en Los Ángeles— con una interpretación «provocativa» de «Express Yourself» acompañada de sus coristas y bailarinas Niki Haris y Donna De Lory. Vestida con un traje a rayas, una chaqueta ajustada y una cadena monóculo, inició la actuación bailando detrás de una pantalla en silueta y luego descendía de un tramo de escaleras que se iluminaban al pisarlos. Después se quitaba la chaqueta para revelar su bustier y, junto con Haris y De Lory, realizaba una coreografía de vogue. Digital Spy la consideró una de las mejores presentaciones de Madonna en ceremonias de premiación y NewNowNext lo incluyó dentro de la lista de los mejores momentos de la cantante en los premios MTV. Ian Inglis, autor de Performance and Popular Music: History, Place and Time (2007), opinó que la presentación «resaltó el "TV" de MTV» y logró convertir a Madonna y a la cadena en «árbitros culturales». El equipo de redacción de Rolling Stone concluyó que «años antes de que Michael Jackson creara polémica con el vídeo de "Black or White", ella se agarró la entrepierna mientras el micrófono estaba sujeto por su escote».
La promoción de Like a Prayer continuó con el Blond Ambition World Tour (1990), la tercera gira musical de Madonna, que también promocionó la banda sonora I'm Breathless de la película Dick Tracy (1990), dirigida por Warren Beatty y coprotagonizada por la cantante. Inició el 13 de abril de 1990 en Tokio (Japón) y finalizó el 5 de agosto de ese año en Niza (Francia). El espectáculo estuvo dividido en cinco segmentos, Metropolis, Religious, Dick Tracy, Art Deco y un encore; el coreógrafo Vincent Paterson explicó que «lo más importante que intentamos hacer [fue] cambiar la forma de dar los conciertos. En lugar de simplemente presentar canciones, queríamos combinar moda, Broadway, rock y arte escénico». El hermano de Madonna, Christopher Ciccone, fue el responsable de la dirección artística y el francés Jean-Paul Gaultier se encargó de todo el vestuario. La gira generó controversias en distintas ciudades como en Toronto, Roma o Londres por el uso de símbolos católicos, contenido sexual —especialmente durante la interpretación de «Like a Virgin» (1984)— y lenguaje soez. Más aún, el papa Juan Pablo II llamó a boicotear el concierto, que lo calificó como «uno de los más satánicos en la historia de la humanidad». Aun así, obtuvo un éxito crítico y comercial, con elogios al vestuario y a los números artísticos. Recibió el premio Rolling Stone Critics Award a la mejor gira y fue nombrada la producción escénica más creativa en los Pollstar Concert Industry Awards. Además, se le reconoce por haber establecido el estándar para las siguientes presentaciones de rock durante el resto de la década. Con un total de 57 espectáculos realizados en diez países alrededor de Asia, América del Norte y Europa, recaudó 62 millones USD. Dos conciertos se grabaron y publicaron en formato vídeo: Blond Ambition - Japan Tour 90, filmado en Yokohama y publicado únicamente en Japón en julio de 1990, y Blond Ambition World Tour Live, rodado durante el último espectáculo de la gira en Niza (Francia) y lanzado exclusivamente en Laserdisc en diciembre de ese año.

## Recepción crítica
Like a Prayer recibió la aclamación de críticos, biógrafos, académicos y periodistas musicales, quienes lo reconocieron como uno de los trabajos más maduros y exitosos de Madonna y lo consideraron el cenit de su carrera. Stephen Thomas Erlewine de AllMusic le otorgó cinco estrellas de cinco: señaló que representó «su intento más explícito de hacer una declaración artística importante» y elogió la variedad «caleidoscópica de estilos pop», lo que hizo que este fuese «su mejor y más consistente álbum». Barry Walters de San Francisco Examiner, que también lo denominó su colección «más consistente», observó que abarca «más terreno estilístico y emocional que sus anteriores éxitos juntos» y «va más allá de ser simplemente un gran conjunto de futuros sencillos». Sobre este último punto, adjuntó que, a diferencia de varios discos recientes, Like a Prayer se mantenía «unido realmente como un álbum» al yuxtaponer «con bastante eficacia estados de ánimo y mensajes». Finalizó: «Este es el álbum en el que Madonna cruza el límite entre arte e inspiración. Desde el principio, ha tenido un instinto natural de cómo montar un buen espectáculo. Ahora se atreve a mostrarnos lo que lleva dentro». Don McLeese del Chicago Sun-Times lo denominó su mejor trabajo y aclaró que «para aquellos que piensen que tal afirmación es condenar con elogios fingidos, es un álbum muy bueno para los estándares de cualquier artista popular». En el libro Yeah! Yeah! Yeah!: La historia del pop moderno (2016), Bob Stanley también lo consideró su mejor álbum y distinguió una mezcla «muy arriesgada de carnalidad y religión» que, según el autor, ningún otro artista a excepción de Prince había combinado con éxito ambos elementos desde Elvis Presley. Eduardo Viñuela —uno de los editores de Bitch She's Madonna (2018)— lo tituló la «obra maestra del pop»; agregó que se trataba de un álbum «perfecto» y «sólido» por el que Madonna logró la coronación. Billboard comentó que, si bien en una primera escucha era menos «asequible» que sus proyectos anteriores, «al final es el más satisfactorio de Madonna, tanto en lo musical como en las letras». De la misma revista, Joe Lynch lo definió como el magnum opus de su primera década de carrera y su «declaración creativa definitiva». Con cuatro estrellas de cinco, Tony Power de Blender lo denominó el disco «más conmovedor y menos estridente» de la artista, y Paul Stephenson de Welcome to Discovery Park (2020) lo llamó un álbum «pop glorioso y brillantemente elaborado». Rikky Rooksby reconoció que continúa siendo «atractivo y escuchable musicalmente» y lo denominó su mejor álbum hasta la fecha. Daryl Easlea lo nombró su trabajo «más logrado y audaz» y «una obra personal de gran belleza que ahonda en el alma de Madonna». Del mismo modo, Graham Gremore de Queerty lo definió como uno de sus materiales más personales, «que logra una sutil grandeza sin esforzarse demasiado». J. D. Considine de Rolling Stone le concedió tres estrellas y media de cinco y lo denominó «lo más cerca que la música pop puede estar del arte». Para Sal Cinquemani de Slant, supuso el «coming-of-age de Madonna, con una colección de canciones pop con instrumentos en vivo, arreglos sofisticados, letras profundas y una voz más fuerte y segura». Lo llamó «uno de los álbumes pop fundamentales de todos los tiempos». De NME, David Quantick le pareció un «ejemplar brillante, reflexivo, sorprendente y alegre de la música popular», mientras que Maura Johnston de Pitchfork le otorgó una calificación de 9 sobre 10 y remarcó que Like a Prayer «reveló cuán grandiosa, artística y personal podía ser una estrella del pop en la cima de su fama». El sitio mexicano Sopitas observó que el resultado es una mezcla entre lo viejo y lo nuevo: «aquí la variación va desde "pequeñas oraciones" hasta ritmos acústicos y distorsiones poco entendibles, pero que jamás hacen que pierdas la atención». Rob Sheffield lo incluyó en el libro Spin Alternative Record Guide (1995) con una puntuación perfecta de 10 sobre 10, otorgado a aquellos discos por ser «una obra maestra intachable o un álbum defectuoso de crucial importancia histórica».
| Sin duda, este es el álbum más controvertido e introspectivo de un importante artista discográfico desde Faith de George Michael, [pues] combina pensamientos audaces con arreglos elaborados, a menudo tempestuosos, algunos sutiles, otros sublimes. Lo que une a este disco es la curiosidad. No es la consistencia de la producción, sino la alquimia de las prédicas y confesiones, sus sueños y pesadillas. No es la secuencia de los acontecimientos, sino los acontecimientos en sí. [...] Este álbum será recordado por mucho tiempo por dejar al descubierto su alma, por la exposición de heridas que le han llegado al corazón. No es el potencial de radiodifusión (que es considerable), sino su personalidad totalmente envolvente, como se revela en la música, lo que marcará a Like a Prayer como un hito en la música popular. —Ron Fell de Gavin Report. |

La crítica coincidió en que se trataba de un trabajo maduro y profundo, en el que Madonna había «expuesto su alma». Así pues, elogió la composición introspectiva y su «honestidad» en las canciones, tal como expuso Julius Robinson de la revista Cash Box, que agregó que la cantante «descubre su alma de maneras bastante sorprendentes». En palabras de Nick Levine de Vice, «reveló nuevas profundidades de honestidad, vulnerabilidad y emoción catártica». Matthew Rettenmund elogió las letras «intensamente personales», así como la voz e instrumentación «maduras» que caracterizaron el material. Igualmente, Rob Garner de RPM señaló que las canciones eran «mucho más moderadas e introspectivas» que en sus trabajos anteriores. El periodista Andrew Morton notó que «su capacidad para expresar las cargas que llevaba en su corazón mostró su creciente estatus como artista de cierta elocuencia y poder, una intérprete que se ha preparado para revelar sus dudas y vulnerabilidad al mundo». Cinquemani escribió que «Madonna se había convertido en una compositora inteligente al construir las letras por capas para que cada canción pudiera ser accesible en múltiples niveles, lo que, en muchos sentidos, era producto de su ambición de atraer al mayor número de personas posible». Barton, que resaltó el trabajo de Leonard, reconoció el hecho de que su «hermosa música fue el catalizador de algunas de las melodías vocales más memorables de Madonna y le dio carta blanca para que pudiera escribir con el corazón; ¿habríamos tenido "Like a Prayer", "Oh Father" o "Spanish Eyes" con cualquier otro colaborador?». También destacó el trabajo de la intérprete y sostuvo que sus «letras desgarradoras» representan su «máxima vulnerabilidad, [...] una muestra de la persona que es ella». Considine mencionó que los temas compuestos por Madonna y Leonard resultaron «impresionantes por su amplitud y sus logros». Chaz Repak de The Cavalier Daily reconoció que su forma de componer había mejorado «notablemente» y destacó a «Promise to Try», «Oh Father» y «Love Song», esta última considerada como la canción más destacada y la que más representó el alejamiento de Madonna del «pop rutinario». Tony Norman de Pittsburgh Post-Gazette también eligió como su tema favorito a «Love Song», que le pareció una toma descartada de Lovesexy (1988) de Prince, y notó que «ilustra el creciente registro vocal de Madonna». También hizo hincapié en la composición de «Till Death Do us Part» y denominó al álbum «interesante y sólido». La autora Carol Gnojewski sintió que canciones como «Till Death Do Us Part» transmitían la sensación de que Madonna «usó el álbum como una forma de terapia para superar el trauma de su matrimonio roto y poder seguir adelante con su vida». Asimismo, señaló que fue percibido como un disco «ambicioso» y «confesional» que abarcaba temas universales. Sobre este último punto, Hadley Freeman de The Guardian aprobó el material confesional, especialmente «Promise to Try», «Oh Father» y «Till Death Do Us Part», y resaltó «lo bien que siguen sonando las canciones» muchos años después de su lanzamiento, como «Cherish», «Express Yourself» y «Like a Prayer». Por su parte, de acuerdo con Jim Farber de Entertainment Weekly, la canción homónima demostró que «su forma de componer e interpretar se ha elevado a nuevas niveles celestiales». Chadwick de Albumism citó a «Promise to Try» y «Oh Father» como las canciones «más poderosas y memorables» del álbum, pues representaban los momentos «más discretos e introspectivos». Becky Johnston de Interview lo llamó «una colección de canciones emocionalmente desgarradoras» y agregó que, al escucharlas, «uno se sorprende de lo desprotegida y vulnerable que parece la mujer más famosa del mundo». La periodista agregó: «Muchas de las canciones no tratan de que Madonna consiga lo que quiere, sino de que se dé cuenta de que no puede tenerlo. Es cierto que hay algunas pistas típicas de fiesta, pero incluso estas están impregnadas de una melancolía omnipresente». Lloyd Bradley de Q describió que, en lo musical, el material era «variado, inesperado y nada accesible al instante», pero las letras eran «conmovedoras, inteligentes y sinceras». Neil Harris de Cash Box quedó satisfecho con el resultado final y aprobó la producción de Stephen Bray. Además, aseguró que el álbum «está destinado a repetir y quizás superar los éxitos pasados» de Madonna. Richard Harrington de The Washington Post sostuvo que «Madonna se ha acostumbrado a reinventarse con regularidad: esta vez ha decidido abrir su corazón y, al hacerlo, también ha abierto su arte. [...] Like a Prayer ofrece las opiniones de Madonna sobre dejar ir —a Sean, la familia, la religión— y aceptar las consecuencias de su liberación. Refleja una cierta valentía y, aunque eso no siempre conduce a buenas canciones, es un proyecto completamente encomiable». Por último, aseguró que no defraudaría a los fanáticos, sino que «los desafiaría a ellos y a sus detractores». A John Leland de la revista Spin le pareció que, de la forma en la que se construyó, en Like a Prayer había una sensación de «triunfo y autoestima». En este sentido, describió las canciones como «columnas de consejos» y añadió: 

El hecho de que pueda permitirse todas estas formas diferentes, de que pueda utilizar distintas voces para dirigirse al público y de que pueda expresarse musicalmente de formas que no son abiertamente comerciales y que no son necesariamente lo que la gente querría de ella, todo esto da al álbum una fuerte sensación de independencia. No encontrarás este tipo de amplitud en un disco de Janet Jackson. Debbie Gibson compone sus propias canciones, pero no la encontrarás tomando todas estas oportunidades. [...] Madonna juega deliberadamente con las personas y les da algo que quieren. Que una mujer haga esto es un triunfo público, que se declara como tal antes de que el disco esté terminado.

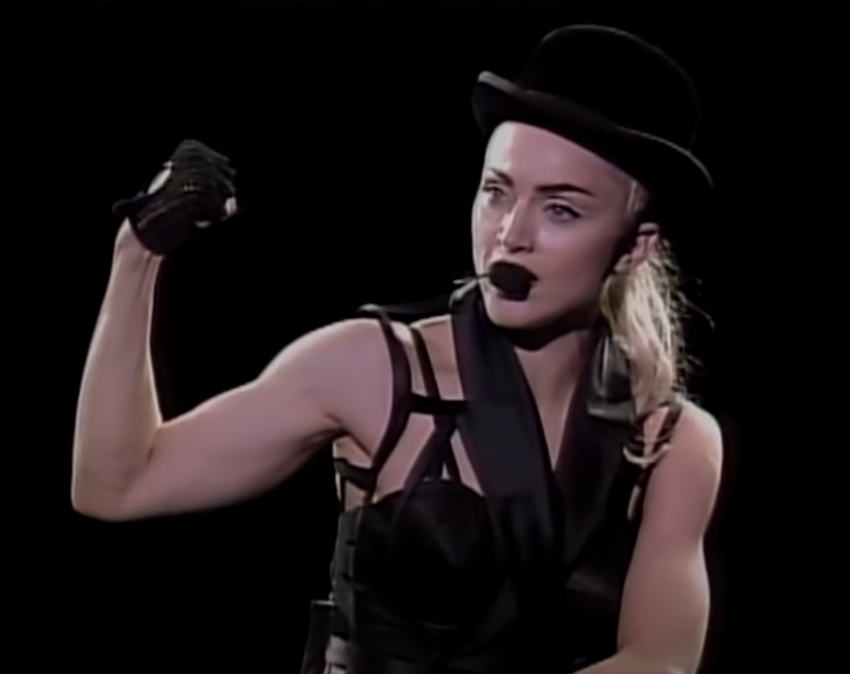
Tanto la voz como la nueva dirección musical de Madonna en Like a Prayer recibieron elogios de la crítica. En la imagen, la cantante durante la gira Blond Ambition World Tour

La crítica distinguió la voz y la nueva dirección musical de Madonna; por ejemplo, The New York Times afirmó que «nunca se vio más hermosa ni cantó con tanto sentimiento», mientras que Greg Kot del Chicago Tribune destacó que su voz se había «suavizado y profundizado» y pasó del «chirrido de los primeros días a un registro medio más oscuro y melódico». Además, lo llamó su disco «más exitoso y maduro». De igual manera, Edna Gundersen de USA Today declaró que su voz «nunca será técnicamente brillante, pero reúne tanta intensidad emocional en Like a Prayer que la calculada provocación de Like a Virgin (1984) suena como un chirrido incorpóreo». Cinquemani sintió que «nunca antes había sido tan sincera emocionalmente» y añadió que, aunque su voz distaba mucho de ser perfecta, sus interpretaciones en el disco eran «impecables por su brutal honestidad». Keith E. Clifton en Madonna's Drowned Worlds (2004) resaltó que empezó a explorar un sonido más maduro que se vio reflejado en Like a Prayer. Matthew Barton de Attitude enfatizó el «estilo camaleónico» de la artista y elogió que «cada actuación está llena de emoción y cada canción pone de manifiesto su versatilidad vocal». Garner declaró que su madurez era «la distinción más obvia y agradable» y reconoció que «logró capturar a su público y convencerlos de crecer junto con ella». Para Lucy O'Brien, supuso un punto de inflexión artístico para Madonna, que logró un público totalmente nuevo. Easlea elogió que tomara una dirección más «adulta» y tratara temas serios e importantes, por lo que lo llamó un «movimiento valiente para una cantante pop, tan adorada por la juventud». Paralelamente, Lynch acentuó que Madonna «se movió en una dirección que era a la vez más ambiciosa y más tradicional y desafió los límites mientras atraía a un público adulto por primera vez». Johnston aprobó que se arriesgara tanto en las letras como en la música, lo que «dejó entrever su inquietud y su mayor disposición a correr riesgos musicales, ya sea incorporar a Prince o dejar que las imperfecciones de su voz aparezcan en las canciones o abordar temas serios y relacionados con la vida personal». Jonathan Takiff de The Philadelphia Inquirer lo describió como un álbum «serio y reflexivo» y destacó que «representó otro avance para Madonna como intérprete y compositora». Considine también declaró que era el material «más serio» que había hecho hasta entonces y remarcó que «no se anda con rodeos», sino que es «brutalmente franca» sobre temas «intensamente personales». Justin Chadwick de Albumism lo consideró el primer álbum «personal» de la cantante y reconoció que equilibró lo ficticio con lo autobiográfico «más de lo que lo había hecho hasta entonces». La biógrafa Nicole Claro también reconoció que fue «la grabación más compleja y pulida que había hecho hasta el momento». Un editor de Music & Media recalcó su papel como «camaleón musical» y añadió: «Pasa fácilmente de pistas dance modestas como "Express Yourself" y "Keep It Together", a las más personales como "Oh Father" y "Promise to Try". "Love Song" presenta su lado sensual, mientras "Till Death Do Us Part" y la melodía soñadora de "Spanish Eyes" muestran un talento que solo puede describirse como de clase mundial». Lloyd Bradley de Q sintió que «las tribulaciones de los últimos años pueden haberla hecho madurar personalmente, pero con este álbum completó el notable acto de crecer públicamente». La autora Michelle Morgan observó que presentó su lado «más serio» y una apariencia general «más espiritual», y lo llamó el «más crudo» de sus álbumes hasta ese momento.
Tras su publicación, la crítica comenzó a considerar a Madonna como una artista seria. Esa fue la conclusión de Barry Walters en The Rolling Stone Album Guide, que le otorgó cinco estrellas de cinco y escribió que «con un elenco de canciones importantes» que cubrían temas como el abuso conyugal y el abandono familiar, el álbum «elevó la apuesta» de Madonna como una artista seria. Igualmente, The New York Times recalcó que el disco significó su «convincente apuesta por ser reconocida como una artista de rock seria», y David Fricke de Rolling Stone declaró que fue su «intento por obtener finalmente algo de respeto artístico». De la misma publicación, Considine expuso que, con Like a Prayer, «Madonna no solo pide que la tomen en serio, sino que insiste en ello» y concluyó que «su voz es una de las más atractivas de los años ochenta». Rettenmund indicó que la música era «impresionantemente sincera e inició a Madonna en un largo viaje como la favorita de los críticos». Annie Zaleski de The A.V. Club explicó que las razones por las que se estaba convirtiendo en una artista seria con «importantes cosas» que decir fueron por los arreglos «muy bien pensados que creaban complejidad», por su interpretación vocal, que según el autor logró transmitir y conectar con el contenido emocional de las letras, y porque el disco representó su sonido «más contemporáneo» hasta la fecha. Siguiendo el punto anterior, Lynch explicó que obtuvo el reconocimiento de la industria porque en aquella época exploró un pop adulto con estilos musicales que los poderes establecidos tomaban en serio, es decir, rock, sonido Motown, góspel y pop barroco. Levine de Vice lo citó como su «primera obra maestra indiscutible» y señaló que el trabajo «demostró de una vez por todas que era una artista significativa, no solo una estrella pop con habilidad extraordinaria. Nos enseñó el ombligo en la portada del disco, y el alma en sus canciones». No tan distante, Néstor Villamor de The Objective —que lo calificó como el tercer mejor disco de la artista— también acordó que con Like a Prayer, «logró por fin lo único que le faltaba: que la crítica se la tomara en serio». Además, subrayó que la industria reverenció un «trabajo que abandonaba la música juvenil y abrazaba temas más maduros».
En comentarios menos favorables, Robert Christgau, que le otorgó una «B+», afirmó que la «psicodelia infantil [era] asquerosa» y que la «declaración de independencia filial y la recomendación de independencia romántica» eran más bien clichés, aunque «extrañamente pegadizos». Chaz Repak de The Cavalier Daily indicó que la idea de una Madonna madura era «un salto demasiado grande», debido a lo cual no lograba que las canciones funcionaran. Pese a que lo nombró su mejor álbum, afirmó que «después de trabajos como "Material Girl", "Burning Up" y "Open Your Heart", eso no es decir mucho». Aunque le otorgó una puntuación de 7.6 sobre 10, Sebas E. Alonso de Jenesaispop declaró que carecía de la «cohesión» de otras de sus obras y que la producción envejecería mal. Aun así, destacó a la canción homónima, «Express Yourself» y «Oh Father» como lo mejor del disco. Chris Willman de Los Angeles Times admitió que la cantante no se «esfuerza en camuflar lo que a un observador casual de la cultura pop y la prensa sensacionalista le parecería una autobiografía descarada en muchas de sus canciones». En este sentido, criticó las «combinaciones incómodas de música y letras» y concluyó que el disco era «un gran salto musical, aunque no tan bueno como cabría esperar». Un escritor de The Village Voice tampoco quedó conforme con el ambiente autobiográfico y argumentó que «no se necesita de Joseph Campbell para desentrañar su mito personal». Christian Wright de Spin sintió que los temas personales que abordó Madonna «no encajaban bien» en las canciones pop; más aún, opinó que cuando abordó cuestiones similares en el pasado, las canciones seguían «siendo bailables [y] podías disfrutar de su efecto inmediato», por lo que lamentó la falta de «diversión» y «celebración» que se notaban en otros sencillos como «La isla bonita» y «Causing a Commotion» (1987). Sumado a lo anterior, Wright notó que la relación del oyente con Madonna cambiaba de una canción a otra, lo que producía una sensación de incomodidad, «como estar sentado en una mesa con una amiga que cuenta demasiado sobre sí misma a gente que no conoce». Joe Levy de la misma revista también percibió que no había mucho «de la antigua Madonna, nada de la generación de mujeres que creció tras ella: Regina, Debbie Gibson, Taylor Dayne». El periodista consideró a «Keep It Together» la única «gran» canción dance del disco y concluyó: «Si agrupas todos los discos anteriores de Madonna, y puedes hacerlo, mi relación con ellos se ha basado en el placer, es decir, el placer de bailar o simplemente de escuchar una canción como "Borderline" —donde creo que su voz suena muy sensual— y nunca he ido más allá de eso. [En cambio], mi relación con Like a Prayer es de comprador. Ciertas canciones me hacen sentir como un consumidor y otras me hacen sentir como un admirador del arte».

## Recepción comercial
Like a Prayer alcanzó la primera posición de las listas musicales en más de treinta países. Tres meses después de su publicación, ya había vendido 5.8 millones de copias en el mundo, cifra que ascendió a 11 millones para 1991, por lo que en ese momento igualó el éxito de Like a Virgin (1984) y logró que las ventas totales de Madonna superaran la marca de 39 millones de álbumes. A fecha de marzo de 2020, el disco había superado los 15 millones de ejemplares a nivel mundial.

### América
En Estados Unidos, Like a Prayer debutó en la undécima posición de la lista Billboard 200 el 8 de abril de 1989 y fue el tercer álbum consecutivo de Madonna en ascender a los diez primeros en su segunda semana. El 22 de ese mes, se convirtió en su tercer número uno en dicha lista —después de Like a Virgin (1984) y True Blue (1986)— y pasó a ser la segunda artista con más álbumes en la primera posición durante la década de 1980, por detrás de Bruce Springsteen, así como la primera artista en colocar tres álbumes de estudio consecutivos en la cima desde que The Rolling Stones lo lograra con ocho álbumes entre 1971 y 1981. Además, con solo tres semanas, fue su disco que más rápido llegó a lo más alto, en comparación con las cinco que necesitó True Blue y las once de Like a Virgin. Estuvo seis ediciones seguidas en el primer puesto, la mayor cantidad en su carrera, y superó su récord anterior de True Blue, que permaneció cinco semanas en lo más alto en 1986. Durante las primeras tres de esas semanas, lideró simultáneamente tanto el Billboard 200 como el Billboard Hot 100, este último con la canción homónima. En total, permaneció 77 semanas en la lista principal. También alcanzó el 55.º puesto en el conteo Top R&B/Hip-Hop Albums y el primero en Top Compact Disks; en este último, fue el undécimo disco compacto más vendido del país durante el período del 3 de septiembre de 1988 al 26 de agosto de 1989, y para finales de ese último año se ubicó en el séptimo lugar de los CD más exitosos. Además, finalizó en el duodécimo puesto en la lista anual de 1989 de Billboard 200.
Like a Prayer también ingresó a la lista de Cash Box el 8 de abril en la tercera posición y ascendió a la primera en cuestión de una semana; se convirtió en el séptimo disco más exitoso del año allí. Asimismo, alcanzó el número 51 en la categoría de R&B/hip hop de dicha revista. En julio de 1997, la Recording Industry Association of America (RIAA) lo certificó con cuatro discos de platino por el envío de cuatro millones de copias en el país; para marzo de 2015, había superado los cinco millones de ejemplares. En Canadá, debutó en el undécimo lugar de RPM Top 100 el 1 de abril y, el 29 de ese mes, alcanzó el segundo por detrás de The Raw & The Cooked de Fine Young Cannibals. Con un total de cincuenta semanas presente en el conteo, fue el cuarto álbum más vendido del año. Por su parte, en The Record obtuvo un mejor recibimiento pues se mantuvo en la cima del conteo por cinco semanas consecutivas, desde la edición del 6 de mayo al 3 de junio. Like a Prayer obtuvo cinco discos de platino por la Music Canada (MC) en representación por 500 000 copias vendidas en el país. Ocupó el primer puesto en la lista oficial de Argentina —bajo el título en español Como una plegaria— y recibió un disco de platino por la Cámara Argentina de Productores de Fonogramas y Videogramas (CAPIF), tras haber superado los 60 000 ejemplares. Aunque no ingresó al conteo oficial, obtuvo cinco discos de platino por la Pro-Música Brasil por la venta de 500 000 unidades; para octubre de 1993, las ventas ascendían a 710 000 copias en aquel país.

### Asia y Oceanía
En Japón, Like a Prayer ingresó en la primera posición de la lista oficial de Music Labo en la edición del 6 de mayo de 1989. Obtuvo dos discos de platino por parte de la Recording Industry Association of Japan (RIAJ), en representación por 400 000 copias vendidas, y para junio de 1990 ya había superado los 414 390 ejemplares. Otorgado por la Federación Internacional de la Industria Fonográfica (IFPI), se convirtió en su sexto disco de platino en Hong Kong, tras Madonna (1983), Like a Virgin (1984), True Blue (1986), Who's That Girl y You Can Dance (1987). El lanzamiento del álbum en India coincidió con un concurso de dobles de Madonna; en solo diez días, había vendido 25 000 unidades. De manera similar, en Malasia comercializó 30 000 copias, de las cuales 23 000 fueron tan solo en su primer día al mercado y las otras siete mil en las siguientes dos semanas, mientras que en Singapur vendió 70 000 unidades en seis meses y en Turquía 151 000 para 1990.
En Australia, el material debutó en la cuarta posición del conteo oficial el 4 de abril de 1989 y estuvo presente en total 49 semanas. Si bien no alcanzó el primer lugar, finalizó en el sexto puesto de los álbumes más vendidos del año y la Australian Recording Industry Association (ARIA) le otorgó cuatro discos de platino, tras haber comercializado 280 000 copias. En Nueva Zelanda, Watermark de la cantante irlandesa Enya evitó que Like a Prayer ocupara la primera posición en el NZ Top 40 Chart. Estuvo presente 33 semanas en total, nueve de ellas en los diez primeros, y fue el decimocuarto álbum más exitoso de 1989. La Recorded Music NZ (RMNZ) le entregó dos discos de platino por 30 000 unidades distribuidas en el territorio.

### Europa

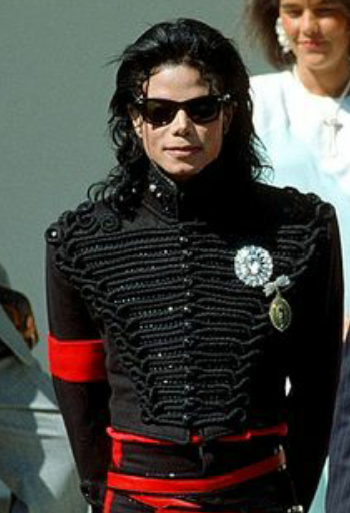
Con Like a Prayer, Madonna se convirtió en la segunda artista en liderar las tres listas de Music & Media por segunda vez, después de Michael Jackson (imagen)

En Reino Unido, debutó en el número uno del UK Albums Chart el 1 de abril y se mantuvo una semana más en esa posición, mientras que en total, 73. Ocupó el séptimo lugar en la lista anual de 1989 y en febrero de 1995 la Industria Fonográfica Británica (BPI, por sus siglas en inglés) lo certificó con cuatro discos de platino por la venta de 1 200 000 copias. Para 2019, era el cuarto álbum de estudio más vendido de la cantante en el país y el quinto de toda su discografía en general. También llegó al número uno en Italia, donde comercializó 430 000 copias para finales de abril de 1989. Casi dos meses después, la cifra ascendía a 550 000; en ese momento, era el país europeo con mejor rendimiento comercial del álbum y el tercero en el mundo, después de Estados Unidos y Japón. Finalmente, se convirtió en el quinto trabajo discográfico más popular del año. Si bien no recibió ninguna placa, para marzo de 2019 había vendido un total de 800 000 unidades en el país. En Alemania, ascendió al primer lugar el 17 de abril en su tercera semana y permaneció otras cuatro ediciones seguidas allí, mientras que 35 en el top 100. Se convirtió en el quinto álbum más exitoso del año y en 2006 obtuvo tres discos de oro por parte de la Bundesverband Musikindustrie (BVMI) luego de superar la marca de 750 000 copias. Para los primeros días de mayo de 1989, ya se habían vendido 180 000 copias en España, donde también llegó a la primera posición del ranquin oficial; finalmente, la asociación Productores de Música de España (PROMUSICAE) le otorgó cuatro discos de platino por la venta de 400 000 ejemplares.
Like a Prayer ocupó el número uno en Austria, Bélgica, Dinamarca, Finlandia, Francia, Grecia, Islandia, Noruega, Países Bajos, Portugal, Suecia y Suiza. Irlanda fue el único país europeo donde no consiguió llegar al primer lugar, superado únicamente por el recopilatorio Now That's What I Call Music 14. En 2021, ingresó al vigésimo quinto puesto en la lista oficial de Hungría. Además del buen recibimiento en las listas, obtuvo un disco de oro en Portugal, otorgado por la Associação Fonográfica Portuguesa (AFP), y múltiples discos de platino en naciones como Austria (IFPI), Finlandia (Musiikkituottajat), Francia (SNEP), Países Bajos (NVPI) y Suiza (IFPI).
En European Top 100 Albums de la revista Music & Media, hizo su debut en el puesto tres el 8 de abril de 1989. En la edición siguiente ascendió al número uno, mientras la canción homónima se mantenía en la misma posición tanto en el Eurochart Hot 100 Singles como en el European Airplay Top 50, de manera que Madonna fue la segunda artista en liderar las tres listas de Music & Media por segunda vez, después de Michael Jackson. Estuvo en lo más alto del conteo por siete semanas consecutivas —la mayor cantidad en 1989 empatado con Money for Nothing de Dire Straits— y fue el tercer álbum de estudio más vendido del año y el cuarto de manera general, después de Tracy Chapman de Tracy Chapman, Bad de Michael Jackson y la banda sonora Dirty Dancing. Tres meses después de su lanzamiento, Like a Prayer había vendido tres millones de ejemplares en el continente, cantidad que ascendió a cinco millones para junio de 1990, según datos oficiales de David Evans, director de marketing de WEA Europe.

## Premios y reconocimientos
El éxito comercial de Like a Prayer en Estados Unidos le valió una nominación a álbum más vendido por una artista femenina en los Best Seller Awards, organizados por la National Association of Recording Merchandisers (NARM). También estuvo entre los candidatos a mejor álbum en la décima entrega de los Poll Winners Party de la revista británica Smash Hits, mientras que Madonna estuvo nominada a mejor solista femenina. Ganó las categorías internacionales de mejor artista y mejor álbum en los premios Rockbjörnen de Suecia, y en la ceremonia de los Japan Gold Disc Awards de 1990, llevados a cabo por la Recording Industry Association of Japan (RIAJ), ganó a mejor álbum solista pop, álbum del año y artista del año, estos dos últimos entregados al disco y artista internacional más vendidos, respectivamente. Por su trabajo en Like a Prayer, Bill Bottrell obtuvo una nominación a mejor grabación de ingeniería, no clásica en la 32.ª entrega de los Grammy, celebrada en febrero de 1990, aunque el galardón fue entregado finalmente para George Massenburg por Cry Like a Rainstorm, Howl Like the Wind, de la cantante Linda Ronstadt.
Múltiples medios de comunicación reconocieron a Like a Prayer como el álbum más destacado de la carrera de Madonna, entre ellos Albumism, Billboard, Instinct, La Nación, NME, Silencio, Spy, Stereogum y The National News. Asimismo, fue distinguido como uno de los mejores álbumes del año, de la década, del siglo y de todos los tiempos. Algunas publicaciones otorgaron además reseñas retrospectivas favorables; por ejemplo, la revista Life, que lo eligió como el mejor disco del año, comentó que «canonizó a Madonna aun cuando ascendió a un nivel de ultraje que roza[ba] el sacrilegio». Sal Cinquemani de Slant afirmó que «a finales de los 80, [ella] ya era una de las mayores estrellas del pop de todos los tiempos, pero con Like a Prayer se convirtió en una de las más importantes». Laura Sydell de NPR concluyó que el disco «abrió el camino para que una nueva generación de estrellas femeninas del pop se expresara». Según Liza Lentino de Spin, el material demostró que «si hay algo con lo que se puede contar con Madonna es con lo imprevisible». Concluyó: «Se podría pensar que su transformismo, el acto de agarrarse la entrepierna y usar el corsé puntiagudo ya es algo viejo, pero su voluntad —y quizás su deseo— de escandalizar es lo que nos hizo querer más. Y lo que es más importante, para el panorama de las mujeres en la música, encendió un soplete y vertió gasolina a base de tabúes sobre las restricciones para las artistas femeninas. Y lo encendió». Apareció en los libros All Time Top 1000 Albums (1998) de Colin Larkin —en el puesto 237—, The Rough Guide to Rock 100 Essential CDs (1999) de Al Spicer, Rock-Lexikon (2003) de Barry Graves, Siegfried Schmidt-Joos y Bernward Halbscheffel, los 1001 discos que hay que escuchar antes de morir (2005) de Robert Dimery, que lo calificó como una «obra maestra» y el álbum pop «más espectacular» desde Revolver (1966) de The Beatles, y estuvo dentro de las «grabaciones clásicas» de The Definitive Illustrated Encyclopedia of Rock (2007) de Michael Heatley. A continuación, una tabla completa con los reconocimientos que obtuvo el álbum.
| Publicación          | País           | Reconocimiento                                                  | Año  | Posición | Ref.    |
| -------------------- | -------------- | --------------------------------------------------------------- | ---- | -------- | ------- |
| laut.de              | Alemania       | Salón de la fama                                                | 2014 | N/A      | [ 304 ] |
| Bayerischer Rundfunk | Alemania       | Salón de la Fama: los mejores discos de los 80                  | 2013 | N/A      | [ 305 ] |
| Musikexpress         | Alemania       | Los mejores discos del año                                      | 1989 | 30       | [ 306 ] |
| Sounds               | Alemania       | Los 50 mejores álbumes de los 80                                | 2009 | 38       | [ 307 ] |
| Woroni               | Australia      | Los 100 mejores discos de rock and roll de todos los tiempos    | 1998 | 77       | [ 308 ] |
| Diario Crítico       | España         | Los 100 mejores discos de los años 80                           | 2015 | 40       | [ 309 ] |
| Los 40               | España         | Los 80 discos imprescindibles de The Box                        | 2018 | 39       | [ 310 ] |
| Cleveland            | Estados Unidos | Los álbumes más exitosos de 1989                                | 2019 | 2        | [ 311 ] |
| Cleveland            | Estados Unidos | Los 80 mejores álbumes de los 80 de los miembros del Rock Hall  | 2020 | 53       | [ 312 ] |
| Life                 | Estados Unidos | Las mejores grabaciones de 1989                                 | 1989 | 1        | [ 295 ] |
| NPR                  | Estados Unidos | Los 150 mejores discos hechos por mujeres                       | 2017 | 13       | [ 297 ] |
| NPR                  | Estados Unidos | Encuesta de lectores: los 150 mejores discos hechos por mujeres | 2018 | 76       | [ 313 ] |
| Paste                | Estados Unidos | Los mejores álbumes de 1989                                     | 2019 | 3        | [ 314 ] |
| Pause and Play       | Estados Unidos | Bóveda de la fama                                               | 2013 | 170      | [ 315 ] |
| Pitchfork            | Estados Unidos | Los 200 mejores álbumes de los 80                               | 2018 | 78       | [ 279 ] |
| Rolling Stone        | Estados Unidos | Los mejores álbumes del año                                     | 1989 | 55       | [ 316 ] |
| Rolling Stone        | Estados Unidos | La colección esencial del rock                                  | 1997 | N/A      | [ 317 ] |
| Rolling Stone        | Estados Unidos | 50 álbumes esenciales de mujeres en el rock                     | 2002 | 16       | [ 318 ] |
| Rolling Stone        | Estados Unidos | 50 álbumes esenciales de mujeres en el rock                     | 2012 | 18       | [ 319 ] |
| Rolling Stone        | Estados Unidos | Los 500 mejores álbumes de todos los tiempos                    | 2003 | 237      | [ 320 ] |
| Rolling Stone        | Estados Unidos | Los 500 mejores álbumes de todos los tiempos                    | 2012 | 239      | [ 321 ] |
| Rolling Stone        | Estados Unidos | Los 500 mejores álbumes de todos los tiempos                    | 2020 | 331      | [ 322 ] |
| SheWired             | Estados Unidos | Los 100 mejores discos de lesbianas (de todos los tiempos)      | 2011 | 50       | [ 323 ] |
| Slant Magazine       | Estados Unidos | Los mejores álbumes de 1989                                     | 2020 | 3        | [ 296 ] |
| Slant Magazine       | Estados Unidos | Los 100 mejores álbumes de los años 1980                        | 2012 | 20       | [ 324 ] |
| Spin                 | Estados Unidos | Los 300 mejores álbumes de los últimos 30 años                  | 2015 | 89       | [ 325 ] |
| Spin                 | Estados Unidos | Los 35 mejores álbumes de los últimos 35 años                   | 2020 | 8        | [ 298 ] |
| The Village Voice    | Estados Unidos | La encuesta de críticos de Pazz & Jop                           | 1989 | 18       | [ 326 ] |
| Time                 | Estados Unidos | 100 álbumes de todos los tiempos                                | 2010 | N/A      | [ 327 ] |
| USA Today            | Estados Unidos | 25 años de momentos musicales memorables                        | 2007 | 16       | [ 328 ] |
| VH1                  | Estados Unidos | Los 100 mejores álbumes del rock and roll                       | 2001 | 100      | [ 329 ] |
| Switch               | México         | Los 100 mejores discos del siglo                                | 1999 | N/A      | [ 330 ] |
| Filter México        | México         | 30 discos que demuestran que 1989 fue perfecto                  | 2019 | 9        | [ 331 ] |
| Channel 4            | Reino Unido    | Los 100 mejores álbumes de la historia                          | 2005 | 8        | [ 332 ] |
| NME                  | Reino Unido    | Los mejores álbumes de los 80                                   | 1993 | 44       | [ 333 ] |
| NME                  | Reino Unido    | Los 100 mejores álbumes                                         | 1993 | 91       | [ 334 ] |
| NME                  | Reino Unido    | Los 100 mejores álbumes                                         | 2003 | 98       | [ 335 ] |
| Q                    | Reino Unido    | Grabaciones del año                                             | 1989 | N/A      | [ 336 ] |
| Q                    | Reino Unido    | Los 100 mejores álbumes de todos los tiempos según los lectores | 1998 | 99       | [ 337 ] |
| Q                    | Reino Unido    | Los 80 mejores discos de los 80                                 | 2006 | 14       | [ 338 ] |
| Record Collector     | Reino Unido    | Álbumes clásicos de 21 géneros para el XXI                      | 2000 | N/A      | [ 339 ] |
| Record Mirror        | Reino Unido    | Lista de fin de año                                             | 1989 | 1        | [ 340 ] |
| Record Mirror        | Reino Unido    | Encuesta de lectores                                            | 1989 | 1        | [ 340 ] |
| Record Mirror        | Reino Unido    | Los mejores álbumes de los 80                                   | 1989 | 5        | [ 340 ] |
| Sounds               | Reino Unido    | Lista de fin de año                                             | 1989 | 19       | [ 341 ] |
| The Face             | Reino Unido    | Grabaciones del año                                             | 1989 | 13       | [ 342 ] |
| The Guardian         | Reino Unido    | 1000 álbumes para escuchar antes de morir                       | 2007 | N/A      | [ 343 ] |
| The Independent      | Reino Unido    | Los 40 álbumes que hay que escuchar antes de morir              | 2019 | N/A      | [ 344 ] |

## Legado
| La recepción crítica y comercial de Like a Prayer dejó en claro que Madonna ahora estaba trabajando en un nivel diferente al de cuando era simplemente una superestrella del pop. Ahora tenía a los críticos «serios» de su lado y el potencial no solo para vender millones, sino también para crear un impacto cultural duradero. —Daryl Easlea en Madonna: Blonde Ambition (2012). |

De acuerdo con Nicholas Fonseca de Entertainment Weekly, Like a Prayer marcó un «momento decisivo» en la carrera de Madonna y le valió «una dosis sustantiva y largamente esperada de aclamación por parte de la crítica». De manera similar, Mark Savage de la BBC opinó que fue con este álbum que «los críticos empezaron a verla como una artista, no solo como una simple cantante de pop». En The Baby Boomer Encyclopedia (2011), Marty Gitlin dijo que, gracias al lanzamiento, su popularidad siguió aumentando y ganó los elogios de la crítica. No tan distante, Marjorie Hallenbeck-Huber en Celebrities' Most Wanted (2010) afirmó que, gracias al éxito comercial del álbum, convirtió a la cantante en un nombre familiar en todo el mundo. Madonna misma lo catalogó como uno de sus álbumes favoritos y mencionó que el lanzamiento fue un «momento decisivo» para su carrera. Por su parte, Patrick Leonard declaró que había sido mejor que su predecesor, True Blue, por el hecho de que se grabó en vivo y estaba más orientado a los músicos. Admitió que últimamente, «la gente dice "vaya, eso parece una locura". Todo se hizo en vivo, incluso esos extraños sintetizadores [en «Oh Father»]. Trabajamos todas las partes, teníamos todos los sonidos. En aquellos días no era raro que todos tocaran juntos, aunque no sea una banda». En opinión de Carol Clerk —en el libro Madonna Style (2012)—, el material había logrado la aclamación de la crítica porque se trató de un trabajo mucho más personal que todo lo que había publicado anteriormente, además de la «imaginación musical del álbum», que se alejó de «la pista de baile para absorber emoción, algunos nuevos matices de color y alguna que otra influencia negra en la juventud de Madonna». Igualmente, Easlea aclaró que el cambio de dirección había funcionado «increíblemente bien» y entregó «un disco profundo, con un corazón sumamente conmovedor que anuncia[ba] una nueva gravitas». J. Randy Taraborrelli opinó que «en la carrera de todo músico importante, existe al menos un disco cuyo éxito comercial y crítico se convierte en un momento mágico para el artista; para ella, fueron Like a Virgin y Like a Prayer». Julia Holt —en su libro Madonna (1998)— afirmó que «fue el álbum que hizo que sus críticos se comieran sus palabras», mientras que Matthew Rettenmund escribió que la convirtió en una «artista creíble a los ojos de muchos» y fue su «gran táctica para el respeto y la longevidad de su carrera». En Music of the 1980s (2011), Thomas Harrison escribió que «continuó con su tradición de sobrepasar los límites» al abordar temas incómodos en las canciones y que, tras su publicación, Madonna se había consolidado como un icono de la música popular. O'Brien reparó en el hecho de que, al desmantelar los mensajes católicos patriarcales y arcaicos, creó un álbum conceptual y pasó del estrellato pop al arte. Rooksby consideró que era el único álbum de la intérprete que merecía ser incluido en cualquier lista de los mejores álbumes de los años 1980. Kenneth G. Bielen en The Lyrics of Civility: Biblical Images and Popular Music Lyrics in American Culture (1999) escribió que fue «el cierre de un capítulo» en su carrera y agregó: «Cinco años atrás, era una Boy Toy del dance pop. Con Like a Prayer, demostró que era una artista que podía pensar con más que con su cuerpo».

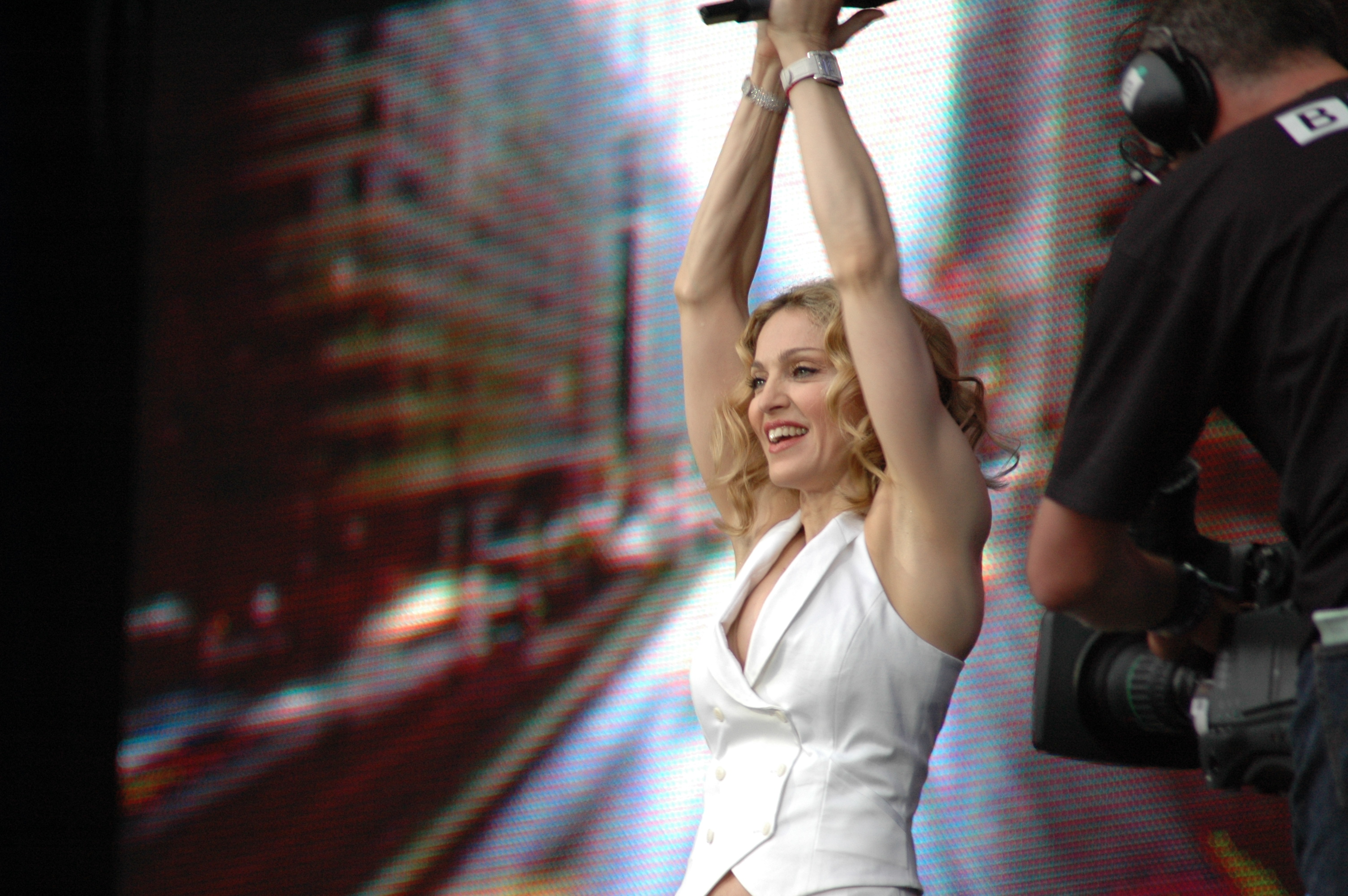
Madonna (fotografiada en 2005) consideró a Like a Prayer uno de sus álbumes favoritos y afirmó que el lanzamiento fue un «momento decisivo» para su carrera

Para Annie Zaleski de The A.V. Club, Like a Prayer fue el primer disco «verdaderamente importante de Madonna» y el que separó la línea entre sus primeros días en discotecas y los sonidos y temas más maduros, que marcarían cada vez más su trabajo durante los años 1990. Agregó que la permanencia del álbum en el primer puesto de las listas «reforzó su coraje y seguridad en sí misma, y confirmó que el público estaba dispuesto a seguirla incluso en su transición a la edad adulta». Finalizó con que «dictó la dirección futura del pop al tiempo que controlaba firmemente su propio destino». Gonzalo Ugidos de El Mundo recalcó que fue la «jugada perfecta de Madonna», debido a que representó un «buen álbum de música bailable» y porque su contenido consiguió «elevar la obra hasta la cima de las listas de ventas y al Olimpo eterno de la cultura pop». Hadley Freeman de The Guardian aseguró que Like a Prayer no era «melancólico, autoindulgente, difícil o raro», sino un «alegre recordatorio de lo divertida que solía ser Madonna» y especialmente sobre «cómo eran y debían ser las estrellas del pop, la música pop, los vídeos musicales, el amor, el sexo y los años 80». Sobre su participación en la composición y producción de las canciones, Adam Sexton —editor de Desperately seeking Madonna (1993)— señaló que es «bastante raro que las mujeres cantantes contribuyan tanto a la composición de sus materiales y es casi inaudito que adquieran las habilidades requeridas para la producción. De hecho, muy pocos artistas de cualquier sexo alcanzan suficiente prestigio y poder dentro del negocio discográfico para poder exigir ese tipo de control artístico». Taraborrelli escribió que cuando se publicó el álbum, los periodistas musicales tomaron nota de su forma artística y madura de expresarse y admitió que «se había convertido en una compositora experta». Además, sostuvo que «creció como artista y usó su ingenio creativo para comunicarse en otro nivel musical». En la misma línea, Glen Levy de Time afirmó que su capacidad creativa alcanzó su mejor momento a finales de la década gracias a Like a Prayer. En respuesta a una pregunta sobre la honestidad de las canciones, la cantante dijo: «No traté de maquillar nada ni de hacerlo más aceptable para el consumo masivo, supongo. Escribí lo que sentía».
Zaleski consideró que Madonna era una «experta» en marketing, pues sabía que promover su arte en esta dirección nueva atraería la atención. No obstante, recalcó que eso no era una «provocación barata»; por el contrario, aseguró que, en lugar de aparecer como un «personaje unidimensional» en sus canciones, dejó entrever a los oyentes una «visión de lo que había debajo de la apariencia de superestrella». Con ello, Zaleski señaló que la artista no solo fue lo «suficientemente audaz» como para ahondar en sus problemas personales, sino que había sido «aun más valiente» al empezar una conversación sobre religión, que continúa siendo «uno de los temas más incendiarios que puede abordar un músico». Andrew Morton señaló que «se convirtió en una alquimista artística capaz de mezclar creatividad y controversia en igual medida, y así crear oro comercial». Easlea opinó que tras el lanzamiento del material, a finales de los años 1980 había sido capaz de adaptarse y crecer con los tiempos: «Su lugar en el mundo del entretenimiento estaba asegurado, y en menos de diez años se había convertido en la artista pop femenina más importante del mundo y, sin duda, en uno de los cinco mejores actos en general. La variedad de elogios de los fanáticos y expertos [...] fue casi abrumadora». Justin Chadwick de Albumism comentó que «marcó no solo [su] compromiso con la creación de álbumes cohesivos, sino también un punto de transición fundamental» en su carrera, y que tres décadas después, continúa siendo «su cúspide artística hasta la fecha». Quentin Harrison del mismo sitio declaró que «supuso la motivación de Madonna para dominar el formato de álbum». En palabras de Néstor Villamor de The Objective, el disco «logró que Madonna despidiera los 80 con uno de los mayores éxitos de su carrera y que su nombre se convirtiera en sinónimo de esta década». En una nota por el trigésimo aniversario de su lanzamiento, Joe Lynch de Billboard escribió que «al comenzar 1989, no había duda de que Madonna era ya una superestrella que definía la década, pero nadie sabía si ella, al igual que los Bee Gees en los años 70 o los Beach Boys en los 60, resultaría ser una artista cuya relevancia se desvanecería con el cambio de década». Sin embargo, el autor reconoció que la cantante asumió riesgos y se adentró en territorios «no explotados», lo que demostró que era una artista «para todos los tiempos» y «obligó al mundo, más allá de sus admiradores adolescentes, a reconocer su formidable visión. [...] Madonna estableció que era una estrella del pop que provenía de los 80, no un producto de los 80, y que seguiría siendo relevante mucho después de que sus colegas se desvanecieran en la memoria como un cubo de Rubik o como Teddy Ruxpin».

### Vídeos musicales

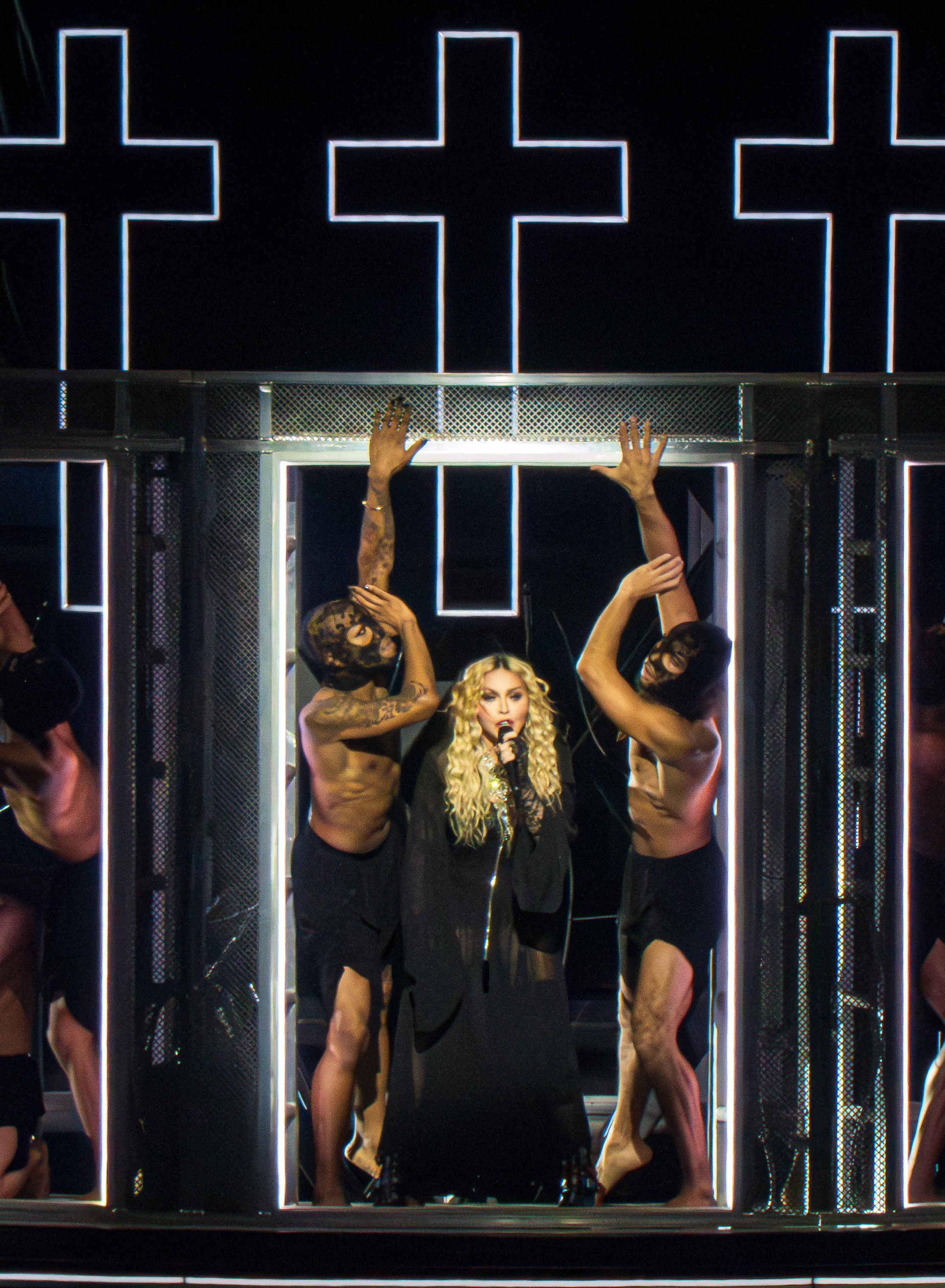
Madonna interpretando «Like a Prayer» en The Celebration Tour (2023-2024). Según el biógrafo J. Randy Taraborrelli, la controversia que generó el videoclip sirvió para aumentar la reputación de Madonna como una mujer astuta de negocios, alguien que sabía cómo vender un concepto

De acuerdo con el académico Douglas Kellner, la era Like a Prayer fue especialmente creativa en el campo del vídeo musical. Madonna intentó experimentar con diferentes formas y estilos con los vídeos y, en el proceso, construyó un nuevo conjunto de imagen e identidad. Jon Pareles de The New York Times opinó que el álbum se «apropió desafiantemente del lenguaje y las imágenes cristianas». El videoclip de «Like a Prayer» se construye principalmente de imágenes y temas religiosos y fusiona religión y erotismo en una narración que celebra el amor, tanto espiritual como carnal. No obstante, la trama —en la que Madonna es testigo del asesinato de una mujer a manos de supremacistas blancos y por el que culpan a un hombre negro— así como el uso de símbolos católicos como estigmas, cruces en llamas y la escena de un sueño en el que besa a un santo negro, generó polémica y obtuvo una gran atención de los medios de comunicación. Críticos lo acusaron de sacrilegio e incluso de herejía. Además, provocó la ira de grupos religiosos fundamentalistas en Estados Unidos y en el extranjero, que protestaron de inmediato y desaprobaron el uso «blasfemo» de imágenes cristianas; incluso Juan Pablo II pidió la prohibición de cualquier aparición de Madonna en Italia. Pareles manifestó que «puso en marcha un circo mediático y suscitó los temas de sexualidad y religiosidad que Madonna quería sacar a relucir». Esto conllevó a que Pepsi cancelara el contrato que había firmado con la cantante meses antes para utilizar la canción en un comercial y patrocinar su gira mundial. Madonna se defendió y declaró que «el arte debería ser controversial, creo que debe hacer pensar a la gente sobre lo que creen y lo que no, y si no creen en ello, también es bueno». A pesar de la controversia, Taraborrelli aseveró que los acontecimientos que rodearon a «Like a Prayer» sirvieron para aumentar la reputación de Madonna como una mujer astuta de negocios, alguien que sabía cómo vender un concepto. El escritor Stewart M. Hoover observó que el vídeo «amplió los límites al introducir la imaginería religiosa tradicional en el contexto de la música popular». Del mismo modo, Daniel Welsh del HuffPost señaló que, aunque «Papa Don't Preach» y «Open Your Heart» (1986) ya habían causado revuelo por sus temas controvertidos, fue «Like a Prayer», uno de los «más impactantes y escandalosos de todos los tiempos», el que «catapultó a Madonna a la categoría de peso pesado de los videoclips y demostró al mundo que realmente iba en serio». Rhino expresó que Like a Prayer se convirtió en uno de sus álbumes más controvertidos debido al videoclip. Manolo Bellon en El ABC del rock (2012) comentó que, a pesar de que el escándalo fue de «tales proporciones», a Madonna no le importó mucho, más bien, para ella fue motivo de celebración, pues tanto el álbum como el sencillo «coparon las listas de popularidad a ambos lados del Atlántico y en numerosos países del mundo», así como las ventas fueron «multimillonarias».
El vídeo de «Express Yourself», dirigido por David Fincher e inspirado en la película muda Metrópolis (1927), fue en su momento el más caro de la historia con un costo de cinco millones USD. La crítica analizó la explotación de la sexualidad femenina en «Express Yourself» y que la imagen masculina de Madonna retrataba el enfoque deconstructivo de los cambios de género; la autora Patricia Pisters opinó que la imagen visual de la cantante estaba en constante estado de modificación al «desestabilizar» la masculinidad y la feminidad. Rebecca Kennison en Femme/Butch (2002) aprobó que mostrara un cambio en el poder entre los sexos y declararon que «[Madonna] reclamó asertivamente todo el espacio de género posible como Marlene Dietrich». También dirigido por Fincher, el vídeo en blanco y negro de «Oh Father» referencia a Citizen Kane (1941) y representa una «poderosa declaración sobre el vínculo padre-hija». La escritora feminista E. Ann Kaplan señaló que puso en primer plano la educación católica represiva de la cantante y su relación conflictiva no solo con su padre literal en el vídeo, sino también con el simbólico: el Santo Padre, la Ley y el Patriarcado. Rolling Stone lo incluyó en el puesto 68 de los 100 mejores videoclips de la historia, Las canciones y vídeos del álbum fueron objeto de estudio y análisis en las universidades de Rutgers, Harvard y California como parte de los estudios sobre Madonna; Camille Paglia, escritora y profesora de Humanidades en la Universidad de las Artes de Filadelfia, sostuvo que era «absolutamente legítimo mostrar [en un curso] cómo las imágenes del presente heredan los significados del pasado». Concluyó que con el vídeo de «Like a Prayer», «ha hecho una importante contribución a la historia de las mujeres. Ha vuelto a unir y sanar las mitades divididas de la mujer: María, la Virgen y madre santa, y María Magdalena, la ramera». En general, el profesor John Semonche resumió que a finales de los años 1980 y principios de 1990, Madonna «amplió los límites de lo que se podía mostrar en televisión y su popularidad no hizo más que aumentar».

### Influencias en otros artistas e impacto
En el artículo «Diez razones por las que Like a Prayer permanece como un clásico de todos los tiempos», Matthew Barton de Attitude remarcó que el disco convirtió a Madonna en un icono y sirvió de ejemplo sobre «cómo llevar una carrera pop al siguiente nivel». Además de «comercialmente atractivo», agregó que era «artísticamente refinado»: «La combinación de música, dirección artística, vídeos y controversia se convirtió en un modelo a seguir para los artistas, y álbumes como este crean legados duraderos». Concluyó que se convirtió en un «clásico moderno que ha consolidado su estatus como la artista pop más importante de su generación». Según Christopher Rosa de VH1, fue el primer álbum pop que «evocó lo que las artistas femeninas exploran hoy: sexualidad, religión, igualdad de género e independencia. Fue pionero, y ninguna mujer en la música se ha acercado a hacer algo tan revolucionario». El Hunt de NME observó que los «rastros» de Like a Prayer «persisten» en los trabajos de Christine and the Queens y en canciones específicas como «S&M» (2011) de Rihanna y «Side to Side» (2016) de Ariana Grande. En general, afirmó que abrió el camino a toda una «expresión visual y audaz, y dio lugar en el panorama del pop a artistas con ideas ambiciosas y conceptuales que suscitan el debate y pisan con agilidad la línea que separa la euforia del peligro». Para Sebas E. Alonso, existe una «influencia declarada» en artistas como Taylor Swift, así como un «precedente de los discos de madurez de otros artistas de pop masculinos y femeninos». Swift afirmó que el título de su álbum 1989 no solo hacía referencia al año de su nacimiento, sino a la influencia de la música publicada en ese período por artistas como Madonna y Annie Lennox, quienes «tomaron las decisiones más increíbles, audaces y arriesgadas en lo que respecta a la música pop». Para la corista Donna De Lory, haber trabajado con Madonna durante las sesiones de grabación había sido «personalmente inspirador»; declaró que «era como la hermana mayor que no soporta las cosas de los muchachos. Como productora, puso límites. Me encantó ver eso: me dio un ejemplo de cómo podía ser fuerte yo también». En otro comentario, Rosa expuso que, con su «gran» temática religiosa y feminista y una gira promocional «sexualmente ambiciosa», el disco trazó un territorio aún no explorado por una mujer, por lo que «siempre será más influyente» que otros álbumes «icónicos» como Blackout (2007) de Britney Spears, The Fame Monster (2009) de Lady Gaga y el álbum homónimo de 2013 de Beyoncé. Por los treinta años de su lanzamiento, Nicke Levine de Vice otorgó una extensa reseña y concluyó:

Like a Prayer es una extraña bestia: un álbum icónico de pop que conserva su capacidad de sorprenderte, utilizando escritura evocadora y rica en sus letras, para explorar temas profundamente personales, a veces espirituales, a veces socialmente conscientes, desde la perspectiva de una mujer. Con ello, Madonna remodeló una vez más las expectativas de la gente sobre lo que una cantante de pop femenina podía lograr. Décadas antes de Lemonade (2016) de Beyoncé y Thank U, Next (2019) de Ariana Grande, Madonna sentó las bases para que pudiera haber discos comercialmente importantes de personalidad profunda, hechos por una mujer fuerte en la cima de sus poderes creativos.

Las ventas de pachulí aumentaron desde que Madonna puso el aroma en el álbum; Michel Chenelle, gerente de la tienda The Soap Plant ubicada en West Hollywood, declaró en un reportaje de febrero de 1992 que «todos, incluidos los yuppies, tenían que tenerlo». Barton de Attitude resaltó que el encarte sobre el sida incluido en cada copia era una prueba más del compromiso de Madonna por los derechos humanos y del colectivo LGBT. No tan distante, El Hunt aplaudió que la cantante utilizara su «enorme plataforma» para sacar a la luz la epidemia del sida en una época en la que la enfermedad era muy temida e incomprendida por el público, y las personas LGBT+ eran discriminadas de forma desproporcionada». Tras el éxito crítico y comercial del álbum, MTV y Musician la nombraron la artista de la década, la revista People la incluyó en su lista de «Los veinte que definieron el decenio» y encabezó la encuesta «Música de los 80» de Billboard en tres categorías: artista pop, artista dance y sencillo dance de la década, este último por «Into the Groove» (1985). Además, ocupó el primer puesto en una encuesta del canal Channel 4 para jóvenes de 16 a 26 años, a quienes se les pidió que nombraran a su heroína definitiva.

## Lista de canciones
Todas las canciones compuestas y producidas por Madonna y Patrick Leonard, excepto donde se indica.

| Like a Prayer |                          |                      |                |          |  |
| N.º           | Título                   | Escritor(es)         | Productor(es)  | Duración |  |
| 1.            | «Like a Prayer»          |                      |                | 5:39     |  |
| 2.            | «Express Yourself»       | Madonna Stephen Bray | Madonna Bray   | 4:37     |  |
| 3.            | «Love Song» (con Prince) | Madonna Prince       | Madonna Prince | 4:52     |  |
| 4.            | «Till Death Do Us Part»  |                      |                | 5:16     |  |
| 5.            | «Promise to Try»         |                      |                | 3:36     |  |
| 6.            | «Cherish»                |                      |                | 5:03     |  |
| 7.            | «Dear Jessie»            |                      |                | 4:20     |  |
| 8.            | «Oh Father»              |                      |                | 4:57     |  |
| 9.            | «Keep It Together»       | Madonna Bray         | Madonna Bray   | 5:03     |  |
| 10.           | «Spanish Eyes»           |                      |                | 5:15     |  |
| 11.           | «Act of Contrition»      |                      |                | 2:19     |  |
| 51:16         |                          |                      |                |          |  |

| Like a Prayer – Edición 30.º Aniversario |                                                                                     |          |  |
| N.º                                      | Título                                                                              | Duración |  |
| 1.                                       | «Like a Prayer» (12" Dance Mix; remezcla/producción adicional: Shep Pettibone)      | 7:52     |  |
| 2.                                       | «Express Yourself» (Non-Stop Express Mix; remezcla/producción adicional: Pettibone) | 8:00     |  |
| 3.                                       | «Love Song» (con Prince)                                                            | 4:52     |  |
| 4.                                       | «Till Death Do Us Part»                                                             | 5:18     |  |
| 5.                                       | «Cherish» (versión extendida)                                                       | 6:16     |  |
| 6.                                       | «Dear Jessie»                                                                       | 4:21     |  |
| 7.                                       | «Oh Father» (versión editada)                                                       | 4:27     |  |
| 8.                                       | «Keep It Together» (12" Remix; remezcla/producción adicional: Pettibone)            | 7:48     |  |
| 9.                                       | «Spanish Eyes»                                                                      | 5:17     |  |
| 10.                                      | «Supernatural»                                                                      | 5:12     |  |
| 59:23                                    |                                                                                     |          |  |

Notas
- En algunas ediciones del álbum, «Spanish Eyes» se retituló como «Pray for Spanish Eyes».
- En las notas del álbum, Madonna y Leonard salen acreditados como productores de «Act of Contrition» bajo el seudónimo The powers that be.

## Posicionamiento en listas
| País (Lista 1989)                        | Posición más alta |
| ---------------------------------------- | ----------------- |
| Alemania (Offizielle Deutsche Charts)    | 1                 |
| Argentina (CAPIF)                        | 1                 |
| Australia (ARIA)                         | 4                 |
| Austria (Ö3 Austria)                     | 1                 |
| Bélgica (IFPI Bélgica)                   | 1                 |
| Canadá (RPM Top 100 Albums)              | 2                 |
| Canadá (The Record)                      | 1                 |
| Dinamarca (IFPI Dinamarca)               | 1                 |
| España (AFYVE)                           | 1                 |
| Estados Unidos (Billboard 200)           | 1                 |
| Estados Unidos (Top Compact Disks)       | 1                 |
| Estados Unidos (Top R&B/Hip-Hop Albums)  | 55                |
| Estados Unidos (Cash Box Top 200 Albums) | 1                 |
| Estados Unidos (Cash Box Top R&B LPs)    | 51                |
| Europa (European Top 100 Albums)         | 1                 |
| Finlandia (Suomen virallinen lista)      | 1                 |
| Francia (SNEP)                           | 1                 |
| Grecia (IFPI Greece)                     | 1                 |
| Irlanda (IFPI Irlanda)                   | 2                 |
| Islandia (Plötutíóindi)                  | 1                 |
| Italia (Musica e dischi)                 | 1                 |
| Japón (Music Labo)                       | 1                 |
| Noruega (VG-lista)                       | 1                 |
| Nueva Zelanda (RMNZ)                     | 2                 |
| Países Bajos (MegaCharts)                | 1                 |
| Portugal (AFP)                           | 1                 |
| Reino Unido (UK Albums Chart)            | 1                 |
| Suecia (Sverigetopplistan)               | 1                 |
| Suiza (Schweizer Hitparade)              | 1                 |

| País (Lista 2021) | Posición más alta |
| ----------------- | ----------------- |
| Hungría (Mahasz)  | 25                |

| País (Lista 1989)                     | Posición |
| ------------------------------------- | -------- |
| Alemania (Offizielle Deutsche Charts) | 5        |
| Australia (ARIA)                      | 6        |
| Austria (Ö3 Austria)                  | 7        |
| Bélgica (IFPI Bélgica)                | 4        |
| Canadá (RPM Top 100 Albums)           | 4        |
| Estados Unidos (Billboard 200)        | 12       |
| Estados Unidos (Top Compact Disks)    | 7        |
| Estados Unidos (Cash Box)             | 7        |
| Europa (European Top 100 Albums)      | 4        |
| Francia (SNEP)                        | 19       |
| Italia (Musica e dischi)              | 5        |
| Japón (Music Labo)                    | 25       |
| Noruega (VG-lista)                    | 13       |
| Nueva Zelanda (RMNZ)                  | 14       |
| Países Bajos (MegaCharts)             | 7        |
| Reino Unido (UK Albums Chart)         | 7        |
| Suiza (Schweizer Hitparade)           | 5        |

| País (Lista 1990)              | Posición |
| ------------------------------ | -------- |
| Estados Unidos (Billboard 200) | 94       |

## Certificaciones y ventas
| País (organismo certificador) | Certificación | Unidades certificadas / Ventas estimadas |
| ----------------------------- | ------------- | ---------------------------------------- |
| Alemania (BVMI)               | 3× Oro        | 750 000                                  |
| Argentina (CAPIF)             | Platino       | 60 000                                   |
| Australia (ARIA)              | 4× Platino    | 280 000                                  |
| Austria (IFPI Austria)        | Platino       | 50 000                                   |
| Brasil (Pro-Música Brasil)    | 2× Platino    | 710 000                                  |
| Canadá (Music Canada)         | 5× Platino    | 500 000                                  |
| España (PROMUSICAE)           | 4× Platino    | 400 000                                  |
| Estados Unidos (RIAA)         | 4× Platino    | 5 000                                    |
| Finlandia (Musiikkituottajat) | Platino       | 70 818                                   |
| Francia (SNEP)                | 2× Platino    | 800 000                                  |
| Hong Kong (IFPI Hong Kong)    | Platino       | 15 000                                   |
| India                         | —             | 25 000                                   |
| Italia                        | —             | 800 000                                  |
| Japón (RIAJ)                  | 2× Platino    | 414 390                                  |
| Malasia                       | —             | 30 000                                   |
| Nueva Zelanda (RMNZ)          | 2× Platino    | 30 000                                   |
| Países Bajos (NVPI)           | Platino       | 100 000                                  |
| Portugal (AFP)                | Oro           | 20 000                                   |
| Reino Unido (BPI)             | 4× Platino    | 1 200 000                                |
| Singapur                      | —             | 70 000                                   |
| Suiza (IFPI Suiza)            | 2× Platino    | 100 000                                  |
| Turquía                       | —             | 151 000                                  |
| Sumario                       |               |                                          |
| Europa                        | —             | 5 000                                    |
| Mundo                         | —             | 15 000                                   |

## Créditos y personal
- Grabación en Johnny Yuma Recording (Burbank); Saturn Sound (Sherman Oaks); Ocean Way Recording (Los Ángeles); Paisley Park Studios (Chanhassen).
- Ingeniería en Paisley Park Studios (Chanhassen).
- Masterización en Masterdisk (Nueva York).
- Mezcla en Smoke Tree Studios (Chatsworth).

### Intérpretes y músicos
- Madonna: artista principal, voz, coros, sintetizadores
- Niki Haris: coros
- Marilyn Martin: coros
- Donna De Lory: coros
- Ali Nadirah: coros
- Lynne Fiddmont: coros
- Rose Banks: coros
- Marcos Loya: coros
- The Andraé Crouch Choir: coros
- Jonathan Moffett: batería
- Jeff Porcaro: batería
- John Robinson: batería
- John Good: técnico de batería
- Harry McCarthy: técnico de batería
- Luis Conte: percusión
- Paulinho da Costa: percusión
- Guy Pratt: bajo
- Randy Jackson: bajo
- Chester Kamen: guitarra
- David Williams: guitarra
- Prince: guitarra
- Dann Huff: guitarra
- Bruce Gaitsch: guitarra, guitarra acústica
- Marcos Loya: requinto
- Jai Winding: sintetizadores
- Stephen Bray: sintetizadores
- Patrick Leonard: piano, órgano Hammond, clavinet, sintetizadores
- Geary Lanier: clavinet
- Joe Porcaro: marimba
- Sandra Crouch: pandereta
- Chuck Findley: sección de vientos
- David Boruff: sección de vientos
- Steven Madaio: sección de vientos
- Dick Hyde: sección de vientos
- Joseph Mayer: corno
- Richard Todd: corno
- Larry Corbett: violonchelo
- Chuck Findley: arreglo de corno
- Camille: arreglo de cuerdas, coros
- Bill Meyers: arreglo de cuerdas, dirección de orquesta
- Suzie Katayama: concertino

### Composición y producción
- Madonna: composición, producción
- Patrick Leonard: composición, producción
- Stephen Bray: composición, producción
- Prince: composición, producción
- Bill Bottrell: ingeniería de audio, mezcla
- Eddie Miller: ingeniería de audio
- Stephen Shelton: ingeniería de audio
- Heidi Hanschu: ingeniería de audio
- Michael Vail Blum: ingeniería de audio
- Robert Salcedo: ingeniería de audio (asistencia)
- Stacy Baird: ingeniería de audio (asistencia)
- Joe Schiff: ingeniería de audio (asistencia)
- Bob Ludwig: masterización

### Diseño y administración
- Herb Ritts: fotografía
- Jeri Heiden: diseño artístico
- Margo Chase: diseño de logo
- Melissa Crow: asistente de Madonna
- Elisa Lane: asistente de Patrick Leonard
- Ivy Skoff: coordinación de producción
- Freddy DeMann: dirección

Créditos adaptados de las notas de Like a Prayer y de AllMusic.

### En español
- Bellon, Manolo (2012). El ABC del rock: todo lo que hay que saber. Penguin Random House Grupo Editorial. ISBN 978-9-5870-4545-1.
- D'Amore, Ignacio; López, Mariano (2012). Enciclopedia Gay. Argentina: Penguin Random House Grupo Editorial. ISBN 9789500737968.
- Falconi, Francesco (2017). Loco por Madonna. La Reina del Pop. Babelcube Inc. ISBN 150717795X.
- Salaverri, Fernando (2005). Sólo éxitos: año a año, 1959–2002. España: Fundación Autor-SGAE. ISBN 84-8048-639-2.
- Stanley, Bob (2016). Yeah! Yeah! Yeah!: La historia del pop moderno (Víctor Vicente Úbeda Fernández, trad.). Madrid: Turner Publicaciones S.L. ISBN 978-84-16142-22-4.
- Tassoni, Leo (1993). Madonna. Icaria Editorial. ISBN 84-7426-207-0.
- Viñuela, Eduardo, ed. (2018). Bitch She's Madonna: La reina del pop en la cultura contemporánea. Dos Bigotes. ISBN 978-84-947963-3-3.

### En inglés
- Andersen, Christopher (1991). Madonna, unauthorized. Simon & Schuster. ISBN 0-671-73532-2.
- Bego, Mark (1992). Madonna: Blonde Ambition. Harmony Books. ISBN 0517582422.
- Bernard, James; Marsh, Dave (1994). The New Book of Rock Lists. Simon & Schuster. ISBN 0-671-78700-4.
- Bielen, Kenneth G. (1999). The Lyrics of Civility: Biblical Images & Popular Music Lyrics in American Culture. Garland Publishing Inc. ISBN 978-0-8153-3193-3.
- Bronson, Fred (1997). The Billboard Book of Number 1 Hits (4.ª edición). Billboard Books. ISBN 0-8230-7641-5.
- Burt, Richard, ed. (2002). Shakespeare After Mass Media. Palgrave. ISBN 0-312-29453-0.
- Cahill, Marie (1991). Madonna. Gallery Books. ISBN 0-8317-5705-1.
- Claro, Nicole (2000). Madonna. Chelsea House Publishers. ISBN 0-7910-2330-3.
- Clerk, Carol; Appel, Stacey (2012). Madonna Style. Omnibus Press. ISBN 978-1-78038-152-7.
- Dimery, Robert (2005). 1001 Albums You Must Hear Before You Die. Cassell Illustrated. ISBN 1-84403-392-9.
- Dunn, Leslie C.; Jones, Nancy A. (1994). Embodied Voices: Representing Female Vocality in Western Culture. Cambridge University Press. ISBN 0-521-46012-3.
- Easlea, Daryl; Fiegel, Eddi (2012). Madonna: Blond Ambition. Backbeat Books. ISBN 978-1-61713-034-2.
- Forbes; Mahan, Jeffrey H., eds. (2005). Religion and Popular Culture in America. University of California Press. ISBN 978-0-520-24689-8.
- Fouz-Hernández, Santiago; Jarman-Ivens, Freya, eds. (2004). Madonna's Drowned Worlds: New Approaches to Her Cultural Transformations, 1983-2003. Ashgate Publishing Limited. ISBN 0-7546-3372-1.
- Gibson, Michelle; Meem, Deborah Townsend, eds. (2002). Femme/Butch: New Considerations of the Way We Want to Go. Harrington Park Press. ISBN 1-56023-300-1.
- Gitlin, Marty (2011). The Baby Boomer Encyclopedia. Greenwood. ISBN 978-0-313-38218-5.
- Gnojewski, Carol (2008). Madonna: Express Yourself. Enslow Publishers, Inc. ISBN 0-7660-2442-3.
- Hallenbeck-Huber, Marjorie (2010). Celebrities' Most Wanted: The Top 10 Book of Lavish Lifestyles, Tabloid Tidbits, and Other Superstar Oddities. Potomac Books. ISBN 978-1-59797-510-0.
- Harrison, Thomas (2011). Music of the 1980s: American History Through Music. Greenwood. ISBN 978-0-313-36599-7.
- Heatley, Michael, ed. (2007). The Definitive Illustrated Encyclopedia of Rock. Star Fire Publishing. ISBN 978-1-84451-996-5.
- Holt, Julia (1998). Madonna. Hodder & Stoughton. ISBN 0-340-71150-7.
- Hoover, Stewart M. (2006). Religion in the Media Age. Routledge. ISBN 0-415-31422-4.
- Inglis, Ian (2006). Performance and Popular Music: History, Place and Time. Ashgate Publishing. ISBN 978-0-7546-4057-8.
- James, David (1991). Madonna: Her Complete Story: An Unauthorized Biography. Publications International. ISBN 0-451-82240-4.
- Kellner, Douglas (1995). Media Culture: Cultural Studies, Identity and Politics Between the Modern and the Postmodern. Routledge. ISBN 0-415-10570-6.
- Kent, David (1993). Australian Chart Book (1970-1992) (ilustrada edición). Sídney: Australian Chart Book. ISBN 978-0-646-11917-5.
- King, Norman (1991). Madonna: The Book. William Morrow and Company, Inc. ISBN 0-688-10389-8.
- Larkin, Colin (1998). All Time Top 1000 Albums. Virgin Books. ISBN 0-7535-0258-5.
- Lloyd, Fran (1993). Deconstructing Madonna. B. T. Batsford Ltd. ISBN 0-7134-7402-5.
- Marcovitz, Hal (2010). Madonna. Chelsea House Publishers. ISBN 978-1-60413-859-7.
- Metz, Allen; Benson, Carol (1999). The Madonna Companion: Two Decades of Commentary. Schirmer Books. ISBN 0-02-864972-9.
- Morgan, Michelle (2015). Madonna. Londres: Robinson. ISBN 978-1-47211-886-8.
- Morton, Andrew (2001). Madonna. St. Martin's Press. ISBN 0-312-28786-0.
- O'Brien, Lucy (2007). Madonna: Like an Icon. HarperCollins. ISBN 0-06-089896-8.
- Rettenmund, Matthew (1995). Encyclopedia Madonnica. St. Martin's Press. ISBN 0-312-11782-5.
- Rolling Stone Press (1997). Madonna: The Rolling Stone Files. Hyperion. ISBN 0-7868-8154-2.
- Rooksby, Rikky (2004). The Complete Guide to the Music of Madonna. Omnibus Press. ISBN 978-0-7119-9883-4.
- Semonche, John E. (2007). Censoring Sex: A Historical Journey Through American Media. Rowman & Littlefield Publishers, Inc. ISBN 978-0-7425-5131-2.
- Sexton, Adam, ed. (1993). Desperately seeking Madonna: in search of the meaning of the world's most famous woman. Dell Publishing. ISBN 0-385-30688-1.
- St. Michael, Mick (1999). Madonna... In Her Own Words. Omnibus Press. ISBN 0-7119-7734-8.
- Stephenson, Paul (2016). Welcome to Discovery Park. Musical Waffle. Hollow Stone Press. ISBN 978-1533619990.
- Supon Phornirunlit, ed. (1993). International Women in Design. Madison Square Press. ISBN 094260430X.
- Taraborrelli, J. Randy (2002). Madonna: An Intimate Biography. Berkley Books. ISBN 0-425-18669-5.
- Thompson, Douglas (1991). Like a Virgin: Madonna Revealed. Smith Gryphon Publishers. ISBN 1-85685-009-9.
- Voller, Debbi (1990). Madonna: The Illustrated Biography. Omnibus Press. ISBN 0-7119-2185-7.
- Weisbard, Eric; Marks, Craig, eds. (1995). Spin Alternative Record Guide. Vintage Books. ISBN 0-679-75574-8.
- Zollo, Paul (1991). Songwriters on Songwriting. Writer's Digest Books. ISBN 0-89879-451-X.